# Bundesheer

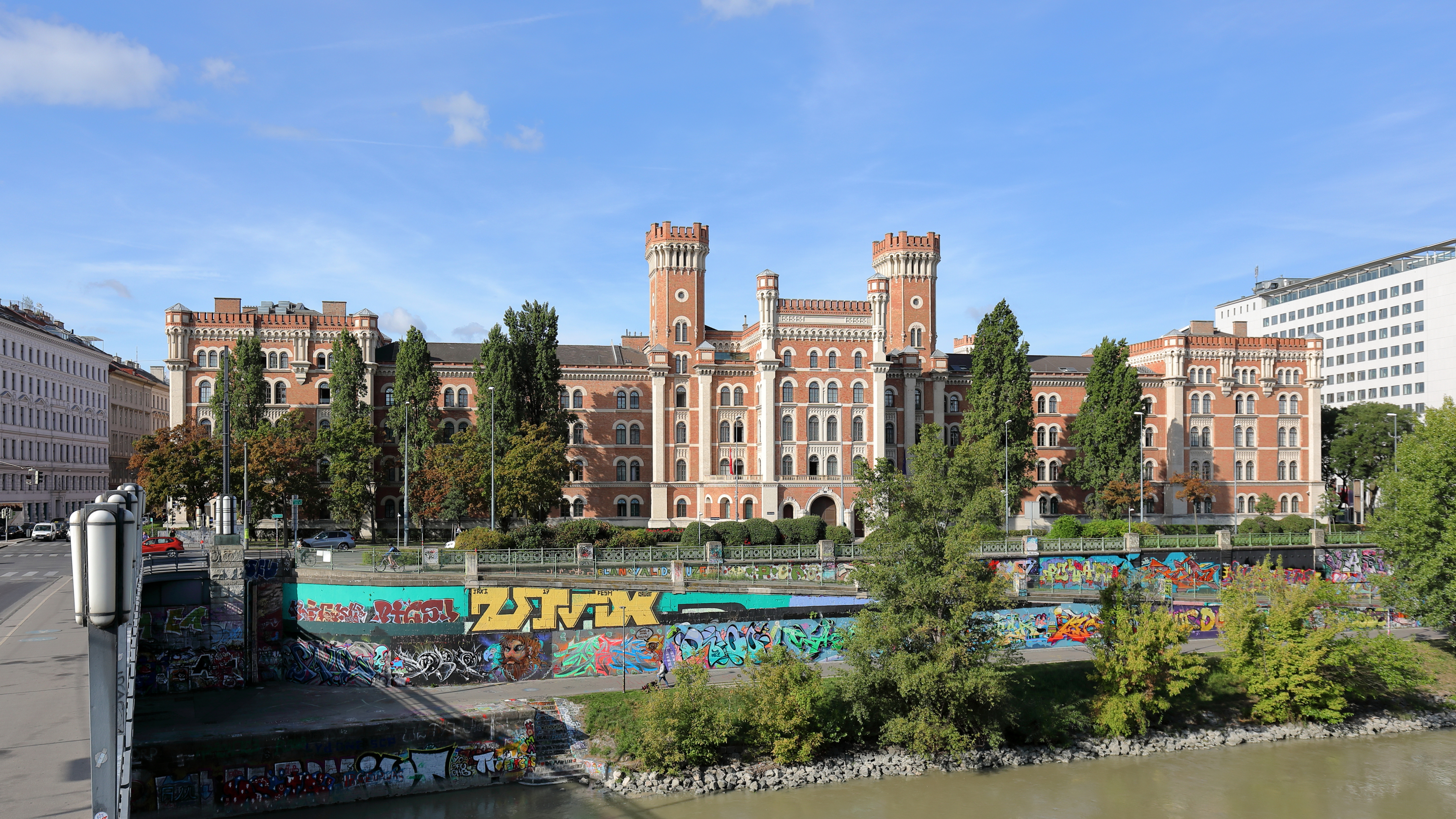
Il quartier generale del Ministero della Difesa Federale alla Rossauer Kaserne, Vienna

Le forze armate austriache (in tedesco Österreichisches Bundesheer, "esercito federale dell'Austria") sono le forze militari combinate della Repubblica d'Austria e la principale organizzazione militare responsabile della difesa nazionale.
Esse comprendono i seguenti rami: le forze congiunte (Streitkräfteführungskommando), che consistono delle forze terrestri (Landstreitkräfte), delle forze aeree (Luftstreitkräfte), delle Missioni internazionali (Internationale Einsätze) e delle forze speciali (Spezialeinsatzkräfte), accanto al Supporto Missione (Kommando Einsatzunterstützung) e al Centro di Comando Congiunto di Supporto (Führungsunterstützungszentrum).
L'esercito è composto da 22 500 soldati regolari e 945 000 riservisti. Il budget militare è lo 0,74% del PIL nazionale o 2,85 miliardi di euro, che include le pensioni militari.
L'Austria, uno Stato senza sbocco sul mare, non ha una marina militare pesante; dal 1958 al 2006, tuttavia, l'esercito austriaco ha operato uno squadrone navale di pattugliatori sul fiume Danubio. Tale compito è stato assunto dalla Bundespolizei (Polizia federale), ma le navi fanno ancora parte dell'esercito austriaco.

## Storia
Tra il 1918 e il 1920, l'esercito semi-regolare austriaco venne denominato Volkswehr ("Difesa popolare") e combatté contro unità dell'esercito della Jugoslavia che occupavano parti della Carinzia. Da allora, esso è noto come Bundesheer, tranne quando l'Austria fece parte della Germania nazista (1938–1945; vedi Anschluss). L'esercito austriaco sviluppò un piano di difesa nel 1938 contro la Germania, ma la politica ne impedì l'attuazione.
Durante la seconda guerra mondiale:
- elementi dell'esercito austriaco fecero parte della 9. Panzer-Division (Wehrmacht);
- elementi dell'esercito austriaco fecero parte della 44. Infanterie-Division;
- la 4ª Divisione divenne la 45. Infanterie-Division.

Nel 1955 l'Austria emise la sua dichiarazione di neutralità, il che significava che non avrebbe mai aderito ad un'alleanza militare. Lo scopo principale delle forze armate austriache, da allora, è stata la protezione della neutralità dell'Austria. Le sue relazioni con la NATO sono limitate al programma noto come Partenariato per la pace.

Con la fine della guerra fredda, le forze armate austriache hanno sempre più assistito la polizia di frontiera nel controllare l'afflusso di migranti privi di documenti attraverso i confini austriaci. Le guerre nei vicini Balcani hanno portato alla revoca delle restrizioni sulla gamma di armi dell'esercito austriaco, che erano state imposte dal trattato di Stato austriaco.

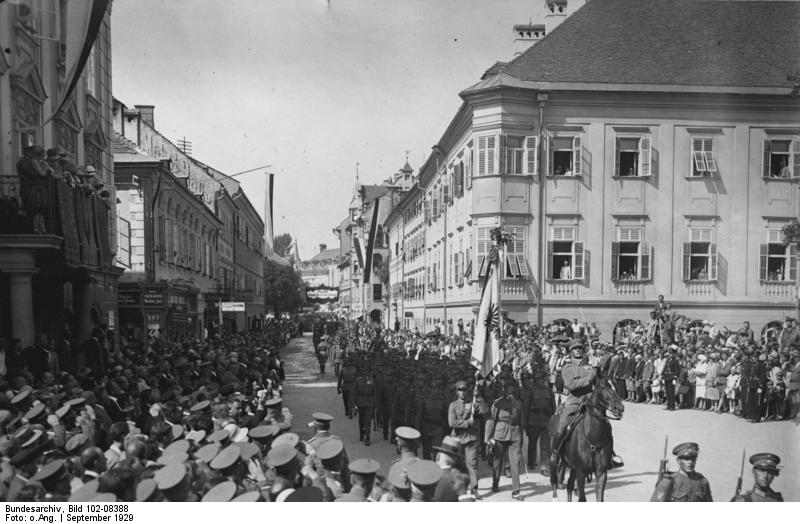
Soldati entrano a Klagenfurt dopo una manovra in Carinzia (settembre 1929)
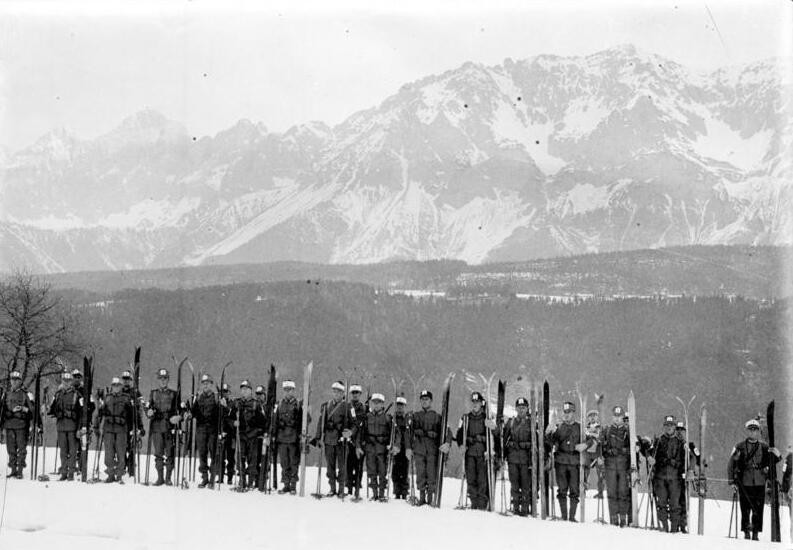
Gebirgsjäger austriaci nel 1930
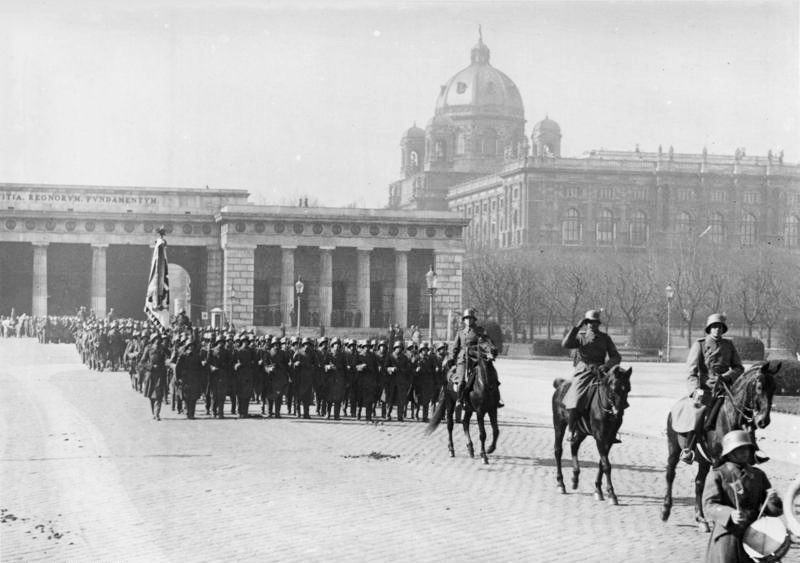
Le forze armate austriache celebrano il loro 10º anniversario nel marzo 1930 nell'Heldenplatz viennese
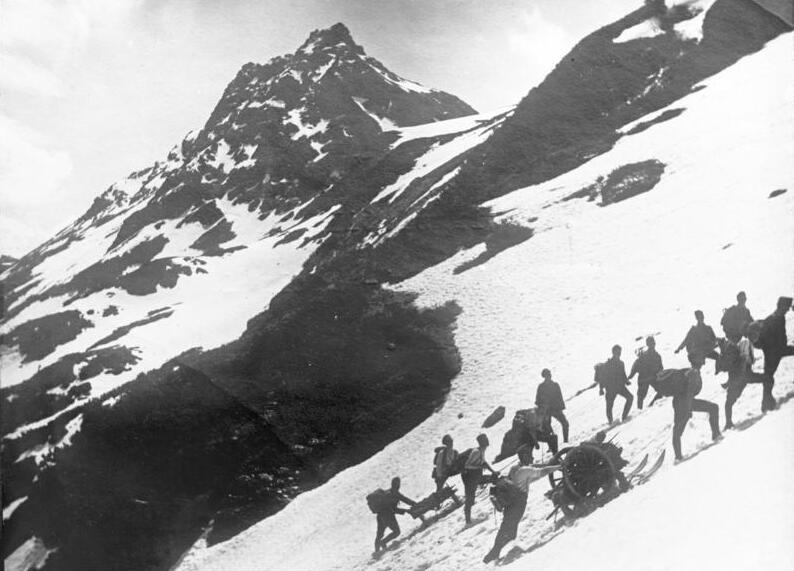
Artiglieri da montagna austriaci durante una manovra in Tirolo
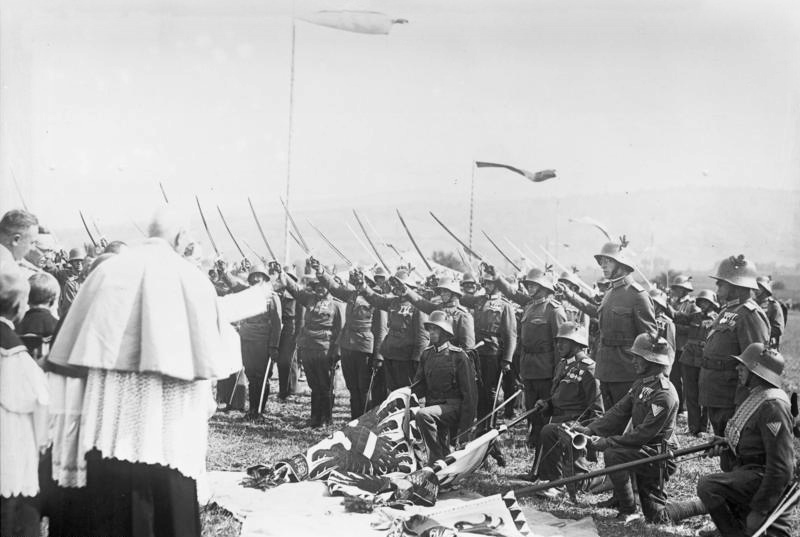
Nuovi Standarten (bandiere) delle unità dell'esercito austriaco vengono consacrate da un prete cattolico a Mattersburg, nel Burgenland
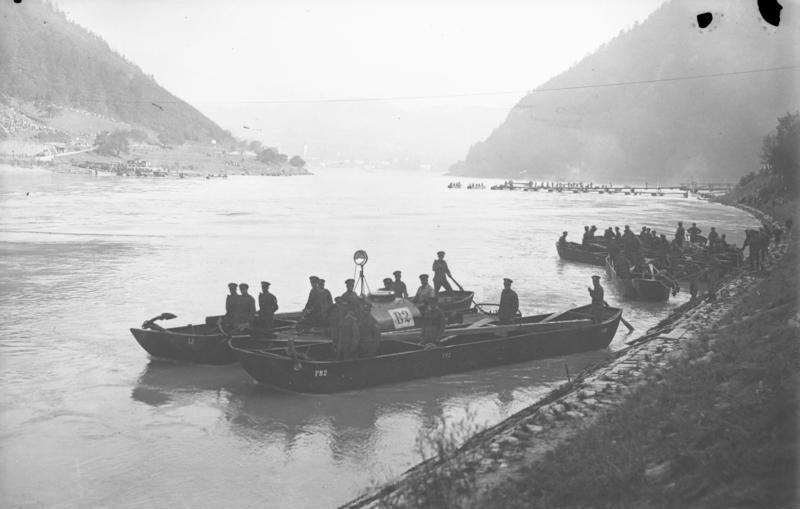
Genieri costruiscono un ponte lungo il Danubio durante una manovra nel 1931
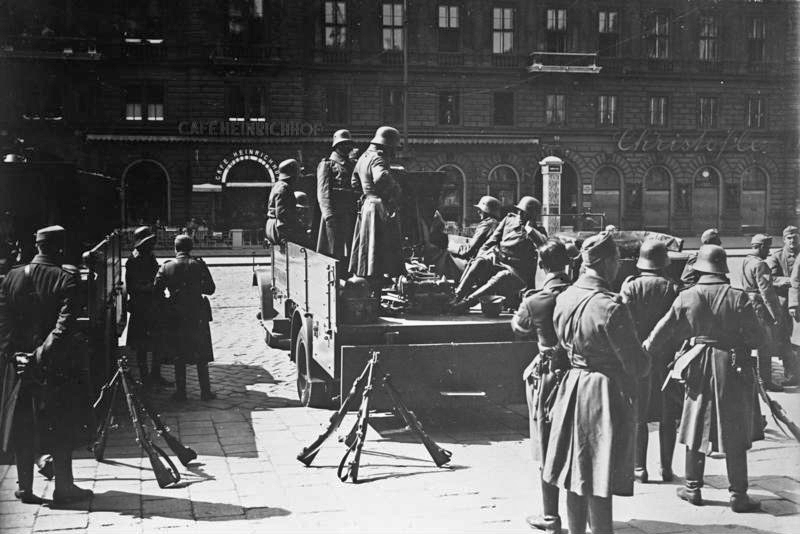
Soldati dell'esercito austriaco a Vienna, durante la guerra civile austriaca del 1934
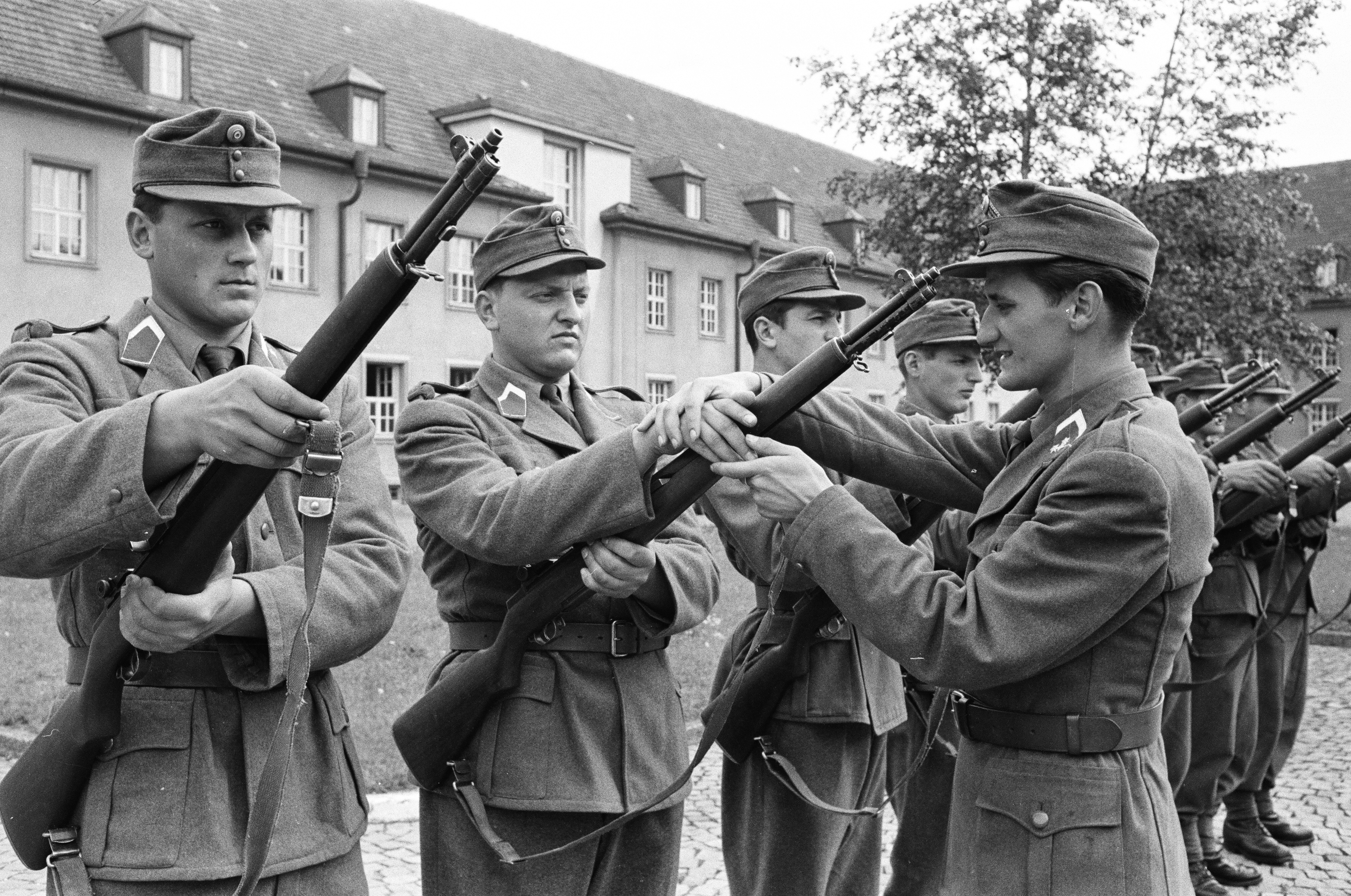
Soldati della precedente organizzazione B-Gendarmerie si addestrano con fucili M1 Garand durante gli anni '50

## Missione
I principali compiti costituzionali dell'esercito austriaco sono:
- proteggere le istituzioni costituzionalmente stabilite e le libertà democratiche della popolazione;
- mantenere l'ordine e la sicurezza all'interno del paese;
- prestare assistenza in caso di catastrofi naturali e disastri di eccezionale entità.

## Organizzazione

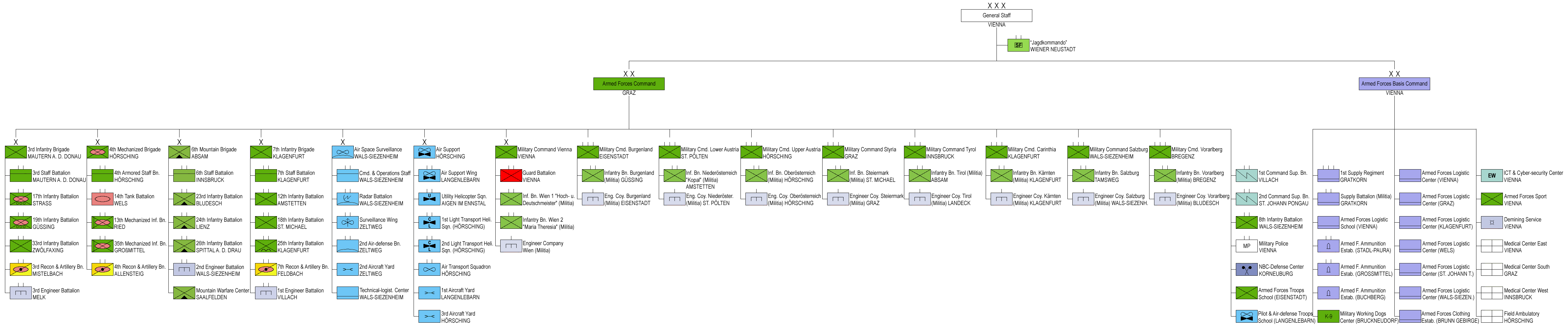
Struttura dell'esercito austriaco dopo la Bundesheerreform del 2019

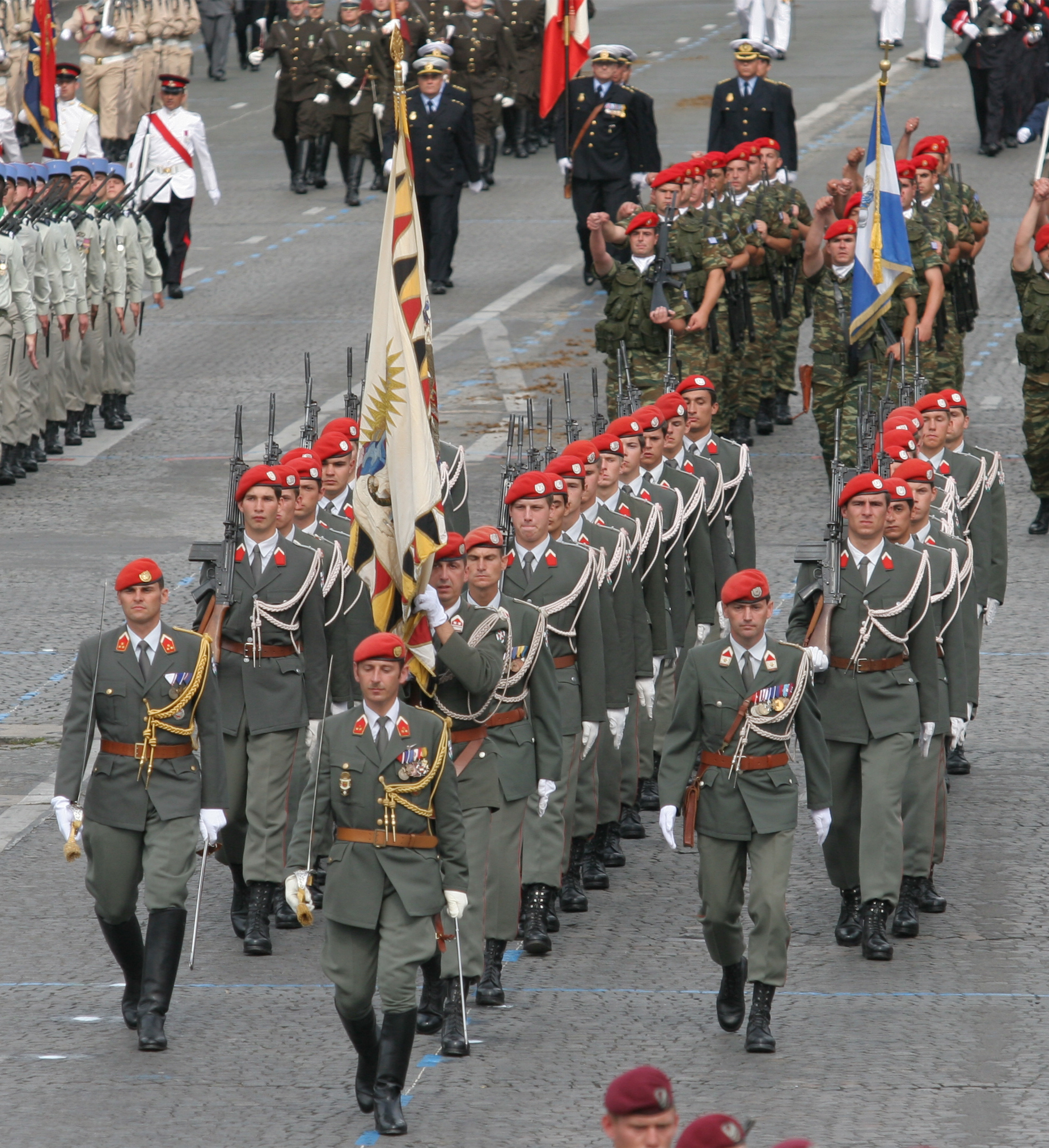
Compagnia della Guardia presidenziale austriaca durante la parata militare del 14 luglio

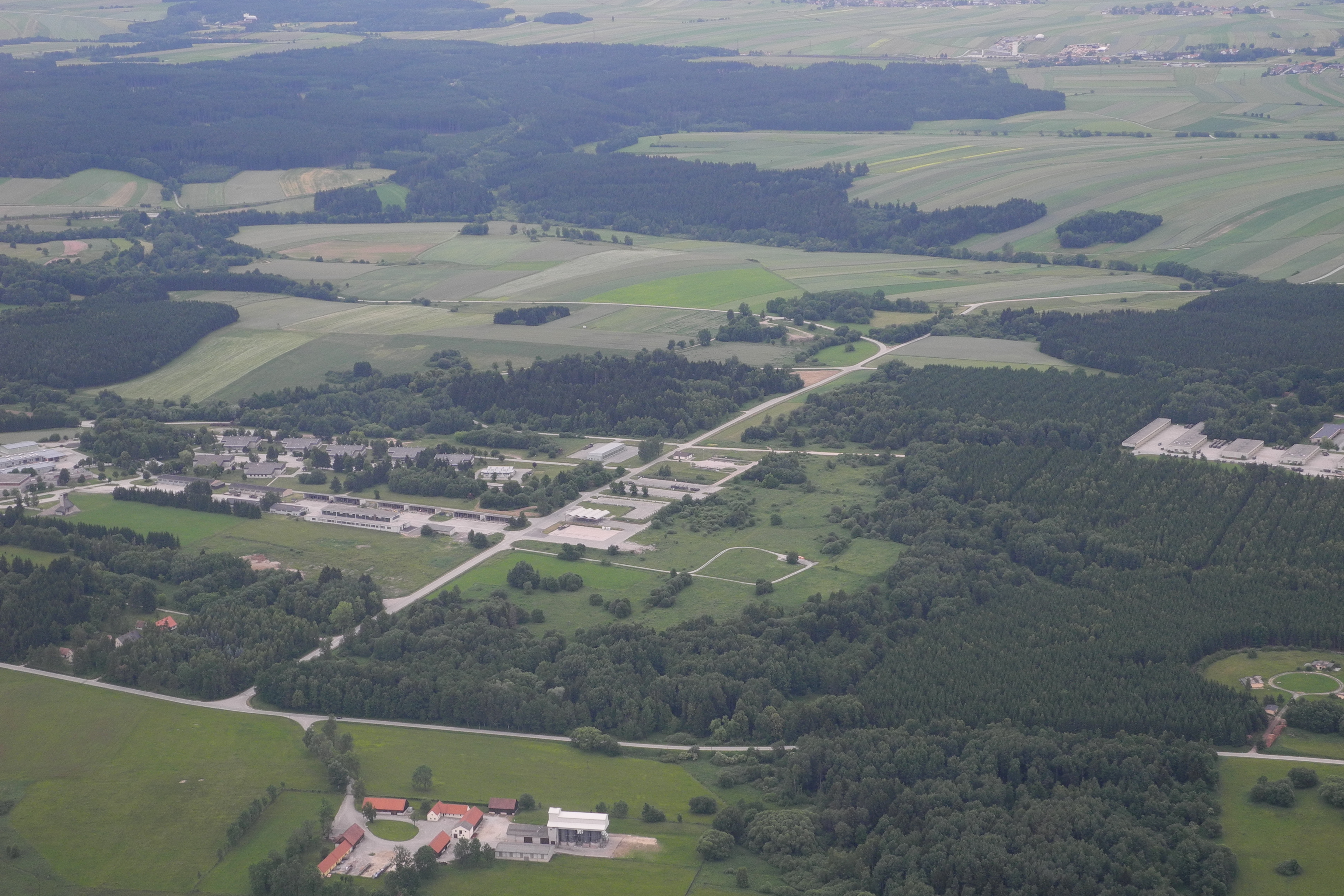
Allentsteig (157 km²) è la più grande area di addestramento in Austria

Base aerea di Zeltweig

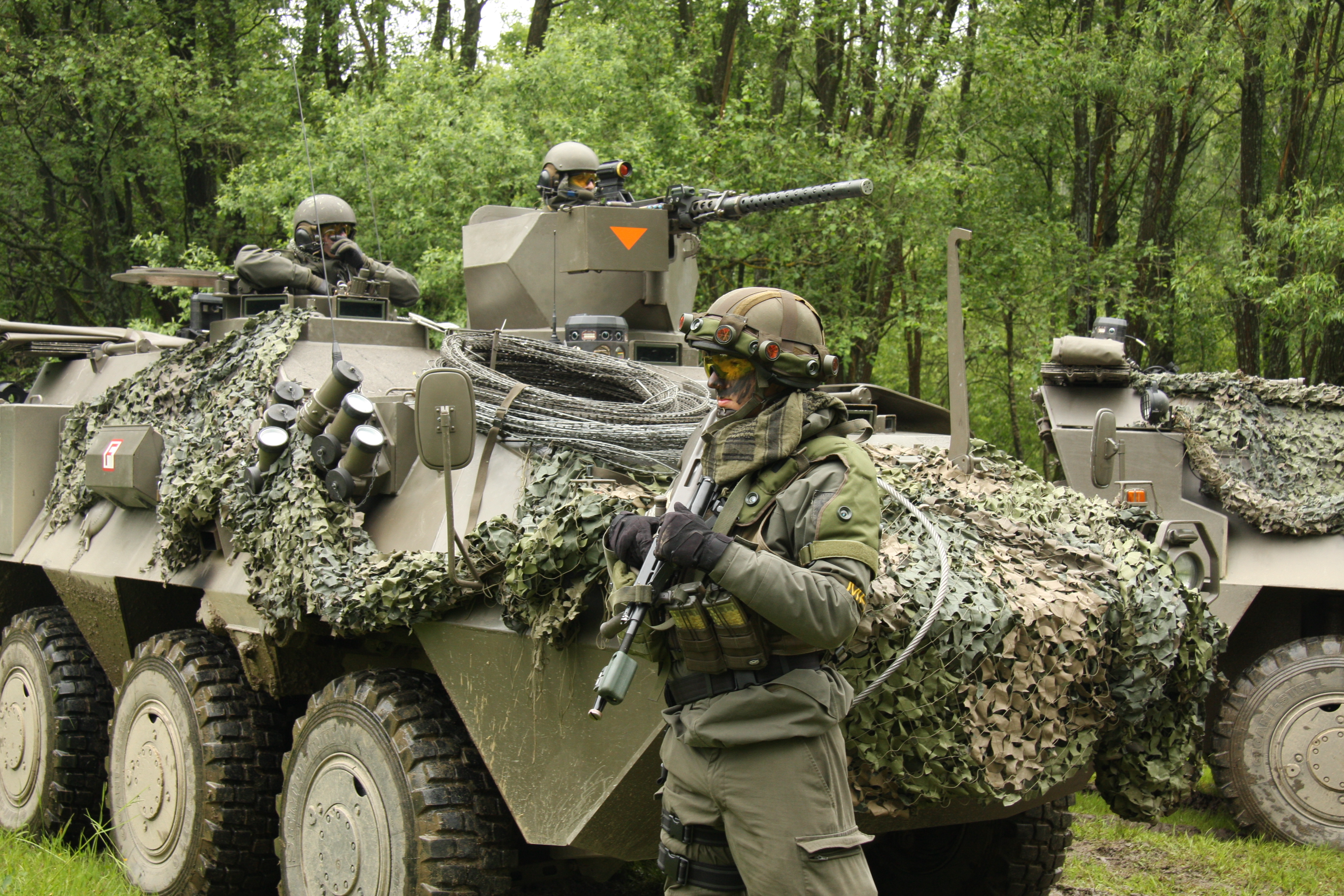
Soldati del 17º Battaglione fanteria durante una manovra

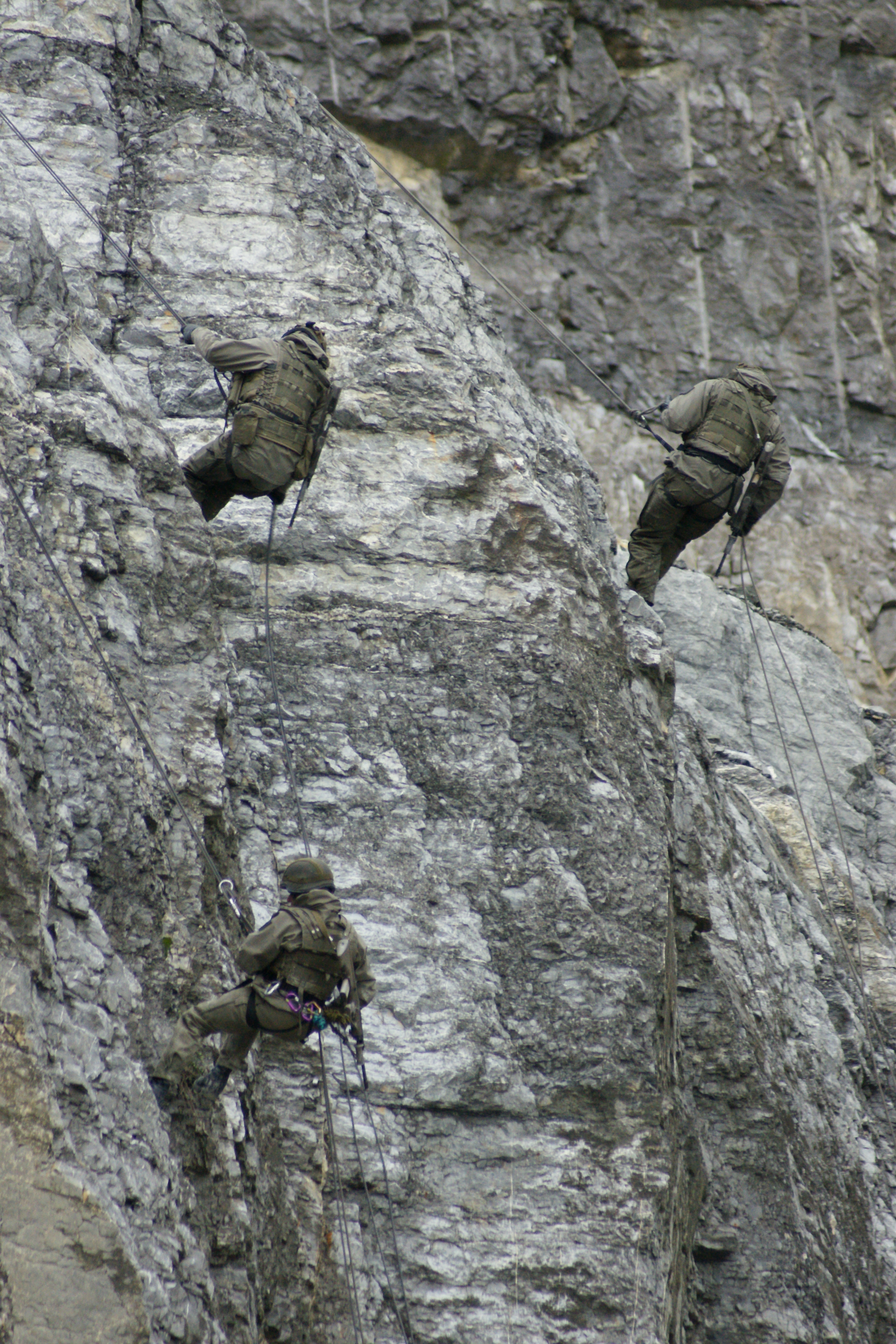
Gebirgsjäger austriaci sulle Alpi

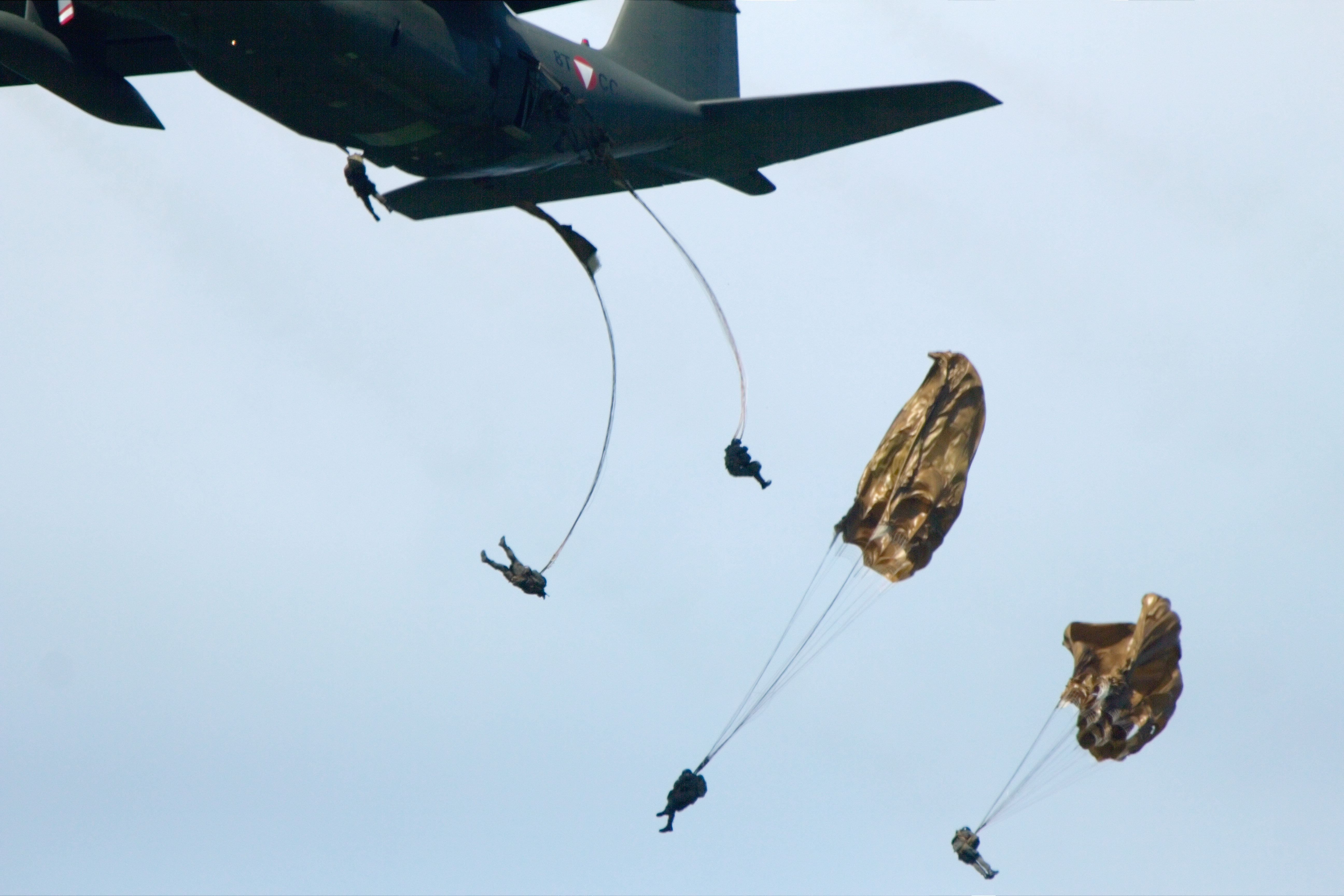
Paracadutisti del 25º Battaglione fanteria si lanciano da un C-130 Hercules

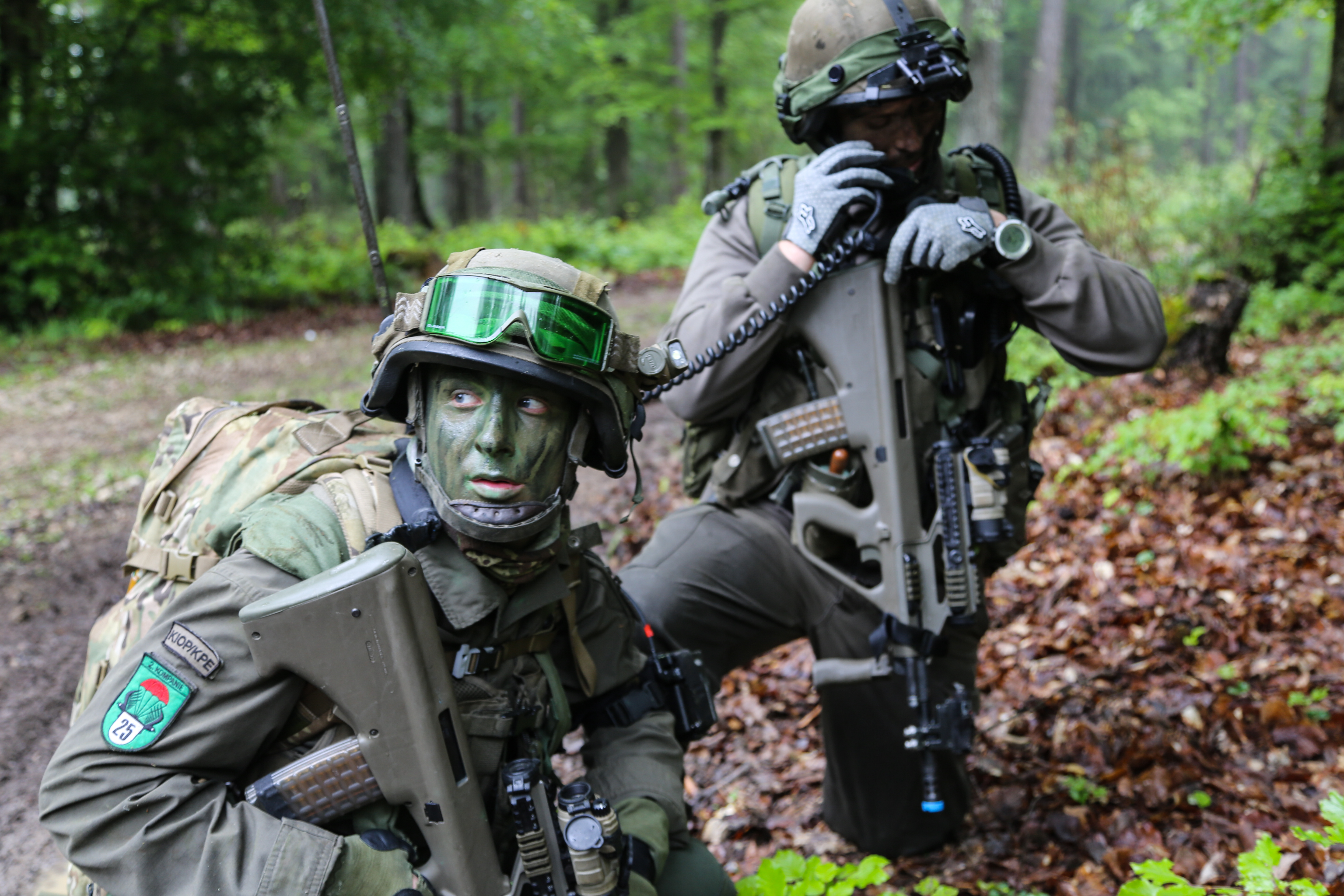
Soldati austriaci si addestrano con un fucile d'assalto StG 77

Secondo la costituzione, il presidente è il comandante in capo delle forze armate. In realtà, il cancelliere ha l'autorità decisionale, esercitata tramite il ministro della Difesa nazionale. Il Cancelliere presiede anche il Consiglio di Difesa Nazionale, che ha come suoi membri un vicepresidente, il ministro della Difesa nazionale, un suo delegato, il capo di stato maggiore generale e un rappresentante parlamentare. Il ministro della Difesa nazionale, in collaborazione con il ministro dell'Interno, coordina i lavori dei quattro principali comitati del Consiglio di Difesa Nazionale: il Comitato di Difesa Militare; il Comitato di Protezione Civile; il Comitato per la Difesa Economica; e il Comitato per la Difesa Psicologica. Il capo di stato maggiore agisce in qualità di consigliere militare anziano del ministro della Difesa nazionale, assiste il ministro nell'esercizio della sua autorità e, in qualità di capo di stato maggiore, è responsabile della pianificazione. Tuttavia, il comandante dell'esercito esercita il controllo operativo diretto del Bundesheer sia in tempo di pace che in tempo di guerra.
L'articolo 79 della Costituzione, come emendato nel 1985, stabilisce che all'esercito è affidata la difesa militare del paese. Nella misura in cui l'autorità civile legalmente costituita ne richiede la cooperazione, l'esercito è inoltre incaricato di proteggere le istituzioni costituzionali e la loro capacità di agire, nonché le libertà democratiche degli abitanti; di mantenere l'ordine e la sicurezza all'interno; e di prestare aiuto in calamità e in disastri di portata straordinaria. Nell'amministrazione delle forze armate, il Ministero della Difesa Nazionale è organizzato in quattro sezioni principali e nell'ispettorato generale: la Sezione I si occupa di questioni legali e legislative; la Sezione II si occupa delle questioni relative al personale e al reclutamento, compresa la disciplina e i reclami; la Sezione III si occupa del comando delle truppe, delle scuole e di altre strutture e comprende anche i dipartimenti dal G-1 al G-5, nonché un dipartimento separato per le operazioni aeree; e la Sezione IV si occupa dell'approvvigionamento e del rifornimento, delle questioni di quartiermastro, di armamenti e di ordigni.
L'ispettorato generale delle truppe è una sezione separata del ministero con la responsabilità del coordinamento e dell'adempimento delle missioni delle forze armate. Comprende un dipartimento del personale generale, un dipartimento degli attaché e gruppi di pianificazione ed ispezione.
Le forze armate sono costituite unicamente dall'esercito, di cui l'aeronautica militare è considerata parte costitutiva. Nel 1993, il complemento attivo totale delle forze armate era di 52.000 soldati, di cui da 20.000 a 30.000 soldati di leva in fase di addestramento da sei a otto mesi. L'esercito aveva 46.000 soldati in servizio attivo (tra cui circa 19.500 coscritti), e l'aeronautica militare aveva 6.000 soldati (2.400 coscritti).

### Esercito

#### La Guerra fredda
Il 1º marzo 1978 la "Wehrgesetz 1978" divenne legge, che comprendeva il piano "Heeresgliederung 1978" per far crescere le forze armate austriache a 384.000 uomini (84.000 attivi, 300.000 miliziani) entro i primi anni '90 per poter impiegare pienamente il Raumverteidigung dell'esercito austriaco. Dovevano essere raccolti un totale di 30 nuovi Landwehrstammregimenter. Il 6 ottobre 1987, il governo austriaco emanò la "Heeresgliederung 1987", che ordinava alle forze armate di fermare la crescita della milizia a 200.000 uomini. In seguito solo la fanteria della milizia crebbe, rendendo il 1988-1989 il periodo di tempo in cui le forze armate austriache raggiunsero la loro massima forza. Il 29 maggio 1990 la "Wehrgesetz 1978" venne cancellata e l'esercito iniziò a ridursi, accelerando la Gesamte Rechtsvorschrift für Wehrgesetz 1990.

#### IlRaumverteidigung
Il Gruppo d'armate centrale della NATO nella Germania meridionale venne schierato contro gli attacchi dalla Germania Est e dalla Cecoslovacchia, con solo la 10ª Divisione corazzata dell'esercito tedesco disponibile per coprire il fianco austriaco del gruppo d'armate. Per rafforzare il fianco la NATO avrebbe schierato il II Corpo d'armata dell'esercito francese, che avrebbe richiesto sette giorni per la mobilitazione e l'avvicinamento. L'arrivo delle forze del Patto di Varsavia nella Baviera meridionale entro i primi sei giorni dall'inizio delle ostilità avrebbe spinto la NATO a utilizzare armi nucleari tattiche per bloccare le rotte di avvicinamento del nemico attraverso l'Alta Austria. Per prevenire l'uso di armi nucleari tattiche sul territorio austriaco, l'esercito austriaco sviluppò il concetto di Raumverteidigung (Area di difesa), che prevedeva che le forze austriache avrebbero ritardato, infastidito e decimato le forze del Patto di Varsavia con una resistenza determinata, sostenuta e costosa lungo il loro asse di avanzamento previsto.

##### Le considerazioni strategiche
L'esercito austriaco presumeva che le forze del Patto di Varsavia avrebbero incluso l'esercito popolare cecoslovacco, l'esercito popolare ungherese e le unità dell'esercito sovietico. Ci si aspettava che un corpo d'armata misto cecoslovacco-sovietico di tre divisioni si ammassasse nella regione di Břeclav-Brno-Znojmo e attaccasse attraverso il Weinviertel a nord di Vienna. L'atteso attraversamento del Danubio doveva avvenire tra Tulln e Krems, da dove le forze nemiche si sarebbero rivolte a ovest per raggiungere l'area di Sankt Pölten. In parallelo, la 5ª Armata ungherese, composta da unità ungheresi, unità del Gruppo di Forze del Centro e unità del Gruppo di Forze del Sud, e unità cecoslovacche con sede in Slovacchia, avrebbe dovuto colpire da Sopron attraverso Wienerwald verso Sankt Pölten.
Dopo aver preso Sankt Pölten, le forze armate austriache si aspettavano che le forze combinate del Patto di Varsavia colpissero l'ovest per prendere possesso della linea Linz-Steyr-Wels, supportate da un'avanzata di due divisioni dell'esercito popolare cecoslovacco attraverso il Mühlviertel a nord di Linz. Dopo aver preso possesso del bacino di Linz l'attacco del Patto di Varsavia sarebbe continuato in Baviera. L'esercito austriaco si aspettava anche un'avanzata di un massimo di tre divisioni dell'esercito popolare ungherese, supportate da unità dell'esercito popolare romeno, in Stiria e attraverso il Passo di Soboth ed il Packsattel verso Klagenfurt e Villach, da dove le forze orientali avrebbero potuto girare a sud verso il V Corpo d'armata o ad ovest verso il IV Corpo d'armata alpino dell'esercito Italiano.
Mentre si immaginava che anche le truppe della NATO potessero usare l'Austria come trampolino di lancio per le invasioni dei paesi del Patto di Varsavia, uno scenario del genere era considerato altamente improbabile e alla fine rimase teorico nella realizzazione strategica.

##### Le disposizioni iniziali
Nel 1978 le forze armate austriache adottarono il nuovo concetto di Raumverteidigung. Il Raumverteidigung divideva l'intera nazione in zone chiave (Schlüsselzonen), zone di sicurezza dell'area (Raumsicherungszonen) e sottozone (Teilzonen). Le zone chiave vennero istituite in quelle aree del territorio nazionale di cui un aggressore doveva impossessarsi per raggiungere i suoi obiettivi militari. Le zone di sicurezza dell'area vennero istituite per negare a un aggressore la possibilità di aggirare le zone chiave e impedire l'ammasso, il movimento, il rifornimento e la manutenzione delle unità nemiche. Operativamente l'obiettivo era bloccare le linee di marcia dirette attraverso difese a strati nelle zone chiave e impedire a un aggressore di utilizzare liberamente lo spazio nelle zone di sicurezza dell'area attraverso la guerra mobile. Entrambi i tipi di zone dovevano essere difese da formazioni della milizia.
Le quattro sottozone formavano l'Area Centrale nell'interno montuoso dell'Austria, che era al di fuori dell'asse principale previsto di un'avanzata del Patto di Varsavia. In caso di attacco e di occupazione della maggior parte dell'Austria, una o più sottozone avrebbero formato il territorio nazionale, il che avrebbe giustificato la continuazione dell'Austria come soggetto di diritto internazionale. L'area centrale era quindi di fondamentale importanza e doveva essere difesa ai suoi ingressi. Il comando dell'esercito e il governo austriaco si sarebbero ritirati in un complesso di bunker a St. Johann im Pongau nella zona centrale. Inoltre l'area centrale fungeva da deposito principale delle scorte belliche austriache. La capitale Vienna non sarebbe stata difesa ed era quindi esclusa dai preparativi di difesa.
Geograficamente il paese era diviso in 34 zone:
- 10 zone chiave
- 19 zone di sicurezza dell'area
- 1 zona chiave rinforzata, denominata Zona di blocco 33 (Sperrzone 33)
- 4 sottozone / Area Centrale

Ogni zona chiave e zona di sicurezza dell'area e la Zona di Blocco 33 erano supervisionate in tempo di pace da un Landwehrstammregiment, che aveva il compito di addestrare le forze della milizia necessarie per la difesa della zona assegnata. I Landwehrstammregiments consistevano in una compagnia di stato maggiore, una compagnia d'addestramento, un treno di rifornimento e depositi di mobilitazione. Alcuni membri del Landwehrstammregiment addestrarono e schierarono anche un battaglione Jäger attivo. In caso di guerra i Landwehrstammregiments si sarebbero riformati come reggimenti della Landwehr con vari tipi di battaglioni e compagnie della milizia, consentendo ai reggimenti di combattere azioni di ritardo anche da posizioni fortificate e attacchi mordi e fuggi alle formazioni nemiche che avessero cercato di passare attraverso la loro zona. I reggimenti della Landwehr formarono la Landwehr legata all'area e schierarono i seguenti tipi di unità della Landwehr:
- Battaglioni della Landwehr (Landwehrbataillone) incaricati di difendere la loro zona
- Battaglioni e compagnie di blocco (Sperrbataillone e Sperkompanien) incaricati di presidiare più di 500 bunker e postazioni fortificate[6]
- Battaglioni e compagnie Jagdkampf (Jagdkampfbataillone e Jagdkampfkompanien) incaricati di combattere dietro le linee nemiche e interrompere le linee di rifornimento nemiche
- Compagnie di blocco fluviali (Flusssperrkompanien) incaricate di bloccare i guadi fluviali
- Compagnie della guardia (Wachkompanien) incaricate di proteggere le infrastrutture chiave
- Compagnie di blocco della guardia (Wachsperrkompanien) incaricate di proteggere e difendere le principali infrastrutture di trasporto e di impedire al nemico di catturarle
- Batterie stazionarie di artiglieria (Artilleriebatterie ortsfest) con obici da 155 mm M2 in bunker per porre fuoco di soppressione sulle rotte di avvicinamento del nemico

Operativamente il paese era inizialmente diviso in tre aree operative (Operationsraum), che erano comandate dal Comando dell'Esercito.
- Area operativa Est sotto il comando del I Corpo d'armata, a Graz, che comprendeva gli stati di Vienna, del Burgenland, dello Steiermark e della Bassa Austria, quest'ultima senza la Zona chiave 35
- Area operativa Centro sotto il comando del II Corpo d'armata, a Salisburgo, che comprendeva gli stati del Kärnten, di Salisburgo e dell'Alta Austria, la Zona chiave 35 ed il Tirolo orientale
- Area operativa Ovest sotto il comando del Comando Militare del Tirolo, a Innsbruck, che comprendeva gli stati del Tirolo (senza Tirolo orientale) e del Vorarlberg (in seguito fuso nell'area operativa Centro)

La Divisione aerea e le truppe di supporto dell'esercito erano sotto il comando diretto dell'esercito. In tempo di guerra i comandi operativi avrebbero comandato nove brigate, che formavano la Landwehr mobile. La Landwehr mobile era la riserva delle forze armate austriache, che una volta determinate le intenzioni dell'avversario, poteva essere utilizzata per contrattaccare le formazioni nemiche. La Landwehr mobile era composta da sei brigate Jäger leggere, che sarebbero state completamente presidiate solo in tempo di guerra, e tre brigate Panzergrenadier, dotate di carri armati da combattimento e veicoli da combattimento della fanteria, che erano sempre completamente presidiate. Il personale delle sei brigate Jäger sarebbe stato formato in guerra dai comandi militari delle forze armate, che in tempo di pace avevano funzioni territoriali negli stati. Le tre brigate Panzergrenadier vennero assegnate alla 1ª Divisione Panzergrenadier e situate lungo la valle del Danubio da Vienna a Linz.

##### L'organizzazione delRaumverteidigung
Ogni comando militare austriaco era numerato da 1 a 9, con tutte le zone e le unità assegnate al comando o parte del comando che iniziavano con lo stesso numero. L'unica eccezione era la 9ª Brigata Panzergrenadier, che portava il numero del comando militare del Vorarlberg nell'estremo ovest del paese, ma aveva sede vicino a Vienna nell'est del paese e presidiata da coscritti viennesi. I comandi militari austriaci del concetto del Raumverteidigung, il loro numero assegnato, le zone e le unità principali in tempo di pace erano:
- Comando militare del Burgenland - Nr. 1, ad Eisenstadt
  - 1ª Brigata Jäger, ad Eisenstadt
  - 11. Landwehrstammregiment, a Neusiedl (Zona di sicurezza dell'area 11)
  - 12. Landwehrstammregiment, a Eisenstadt (Zona di sicurezza dell'area 12)
  - 14. Landwehrstammregiment, a Pinkafeld (Zona chiave 14)
- Comando Militare di Vienna - Nr. 2, a Vienna
  - 2ª Brigata Jäger, a Vienna (in tempo di guerra assegnata al Comando Militare della Bassa Austria)
  - 21. Landwehrstammregiment, a Vienna (Zona di sicurezza dell'area 21 nella Bassa Austria)
- Comando Militare della Bassa Austria - Nr. 3, a Sankt Pölten
  - 3ª Brigata Panzergrenadier, a Mautern an der Donau (situata nella Zona di sicurezza dell'area 31)[12]
  - 9ª Brigata Panzergrenadier, a Götzendorf an der Leitha (situata nella Zona di sicurezza dell'area 21)
  - 311. Jagdkampfbataillon 311, ad Allentsteig (Zona di sicurezza dell'area 31, in tempo di pace parte del 32. Landwehrstammregiment)
  - 32. Landwehrstammregiment, a Korneuburg (Zona di sicurezza dell'area 32)
  - 33. Landwehrstammregiment, a Mautern an der Donau (Zona di blocco 33)
  - 34. Landwehrstammregiment, a Wöllersdorf (Zona chiave 34)
  - 35. Landwehrstammregiment, ad Amstetten (Zona chiave 35)[11][13]
  - 36. Landwehrstammregiment (Zona di sicurezza dell'area 36, formazione sospesa con la riforma del 1987)
- Comando Militare dell'Alta Austria - Nr. 4, a Linz
  - 4ª Brigata Panzergrenadier, a Linz (copertura della Zona di blocco 45)
  - 41. Landwehrstammregiment, a Steyr (Zona di blocco 41)
  - 42. Landwehrstammregiment, a Linz (Zona di sicurezza dell'area 42)
  - 43. Landwehrstammregiment, a Wels (Zona di sicurezza dell'area 43)
  - 44. Landwehrstammregiment, a Kirchdorf an der Krems (Zona di sicurezza dell'area 44)
- Comando Militare della Stiria - Nr. 5, a Graz
  - 5ª Brigata Jäger, a Graz
  - 51. Landwehrstammregiment (Zona di sicurezza dell'area 51, formazione sospesa con la rforma del 1987)
  - 52. Landwehrstammregiment, a Feldbach (Zona di sicurezza dell'area 52)
  - 53. Landwehrstammregiment, a Straß (Zona chiave 53)[14]
  - 54. Landwehrstammregiment, a Graz (Zona chiave 54)
  - 55. Landwehrstammregiment, a Sankt Michael (Sottozona 55)
  - 56. Landwehrstammregiment (Sottozona 56, formazione sospesa con la riforma del 1987)
- Comando Militare del Tirolo - Nr. 6, ad Innsbruck
  - 6ª Brigata Jäger, ad Innsbruck
  - 61. Landwehrstammregiment, a Kitzbühel (Zona di sicurezza dell'area 61)
  - 62. Landwehrstammregiment, ad Absam (Zona chiave 62)
  - 63. Landwehrstammregiment, a Landeck (Zona di sicurezza dell'area 63)
  - 64. Landwehrstammregiment, a Lienz (Zona di sicurezza dell'area 64)
  - 65. Landwehrstammregiment (Zona di sicurezza dell'area 65, formazione sospesa con la riforma del 1987)
- Comando Militare della Carinzia - Nr. 7, a Klagenfurt
  - 7ª Brigata Jäger, a Klagenfurt
  - 71. Landwehrstammregiment, a Wolfsberg (Zona chiave 71)
  - 72. Landwehrstammregiment, a Klagenfurt (Zona di sicurezza dell'area 72)
  - 73. Landwehrstammregiment, a Villach (Zona chiave 73)
  - 74. Landwehrstammregiment, a Spittal an der Drau (Zona di sicurezza dell'area 74)
- Comando Militare di Salisburgo - Nr. 8, a Salisburgo
  - 8ª Brigata Jäger, a Salisburgo
  - 81. Landwehrstammregiment, a Salisburgo (Zona di sicurezza dell'area 81)
  - 82. Landwehrstammregiment, a St. Johann im Pongau (Sottozona 82)
  - 83. Landwehrstammregiment, a Tamsweg (Sottozona 83)
- Comando Militare del Vorarlberg - Nr. 9, a Bregenz
  - 91. Landwehrstammregiment, a Lochau (Zona di sicurezza dell'area 91)

Nell'ambito della strategia di difesa dell'area, che ha determinato la struttura dell'esercito fino al 1993, l'esercito venne suddiviso in tre elementi principali: la forza di allerta permanente (Bereitschaftstruppe) delle unità attive, tra cui la 1ª Divisione Panzergrenadier e la Divisione aerea; la milizia mobile (Mobile Landwehr), organizzata in otto brigate di riserva meccanizzate da dispiegare nei principali punti pericolosi in caso di mobilitazione; e la milizia stazionaria (Raumgebundene Landwehr) di ventisei reggimenti di fanteria di riserva organizzati per la difesa territoriale. Sia la milizia mobile che la milizia stazionaria vennero rafforzate solo nei momenti di mobilitazione o durante i periodi previsti per l'aggiornamento, di solito tre settimane a giugno. L'addestramento dei coscritti venne condotto da ventotto reggimenti di addestramento e possessori di equipaggiamento (Landwehrstammregimenter). Alla mobilitazione, questi reggimenti si sarebbero sciolti, con i loro quadri riassegnati per guidare le unità di riserva o formare reggimenti e battaglioni di sostituzione.
A livello d'armata c'erano un quartier generale, una guardia e battaglioni delle forze speciali e un battaglione di artiglieria a forza di quadri. Due quartier generali di corpo d'armata, uno a est a Graz e uno a ovest a Salisburgo, avrebbero comandato, al momento della mobilitazione, le unità organizzate a livello provinciale nelle rispettive zone. Ogni corpo d'armata comprendeva battaglioni di artiglieria, anticarro, antiaereo e di ingegneria e un reggimento logistico, il tutto su base quadri.
Ciascuno dei nove comandi militari provinciali supervisionava le attività di addestramento e manutenzione dei loro reggimenti di addestramento e di equipaggiamento. Alla mobilitazione, questi nove comandi si sarebbero convertiti in un quartier generale divisionale che avrebbe comandato la milizia mobile, la milizia stazionaria e altre unità indipendenti.
Le uniche unità attive immediatamente disponibili in caso di emergenza erano quelle della forza di allerta permanente di circa 15.000 soldati di carriera integrati da coscritti di otto mesi. La forza era organizzata come una divisione meccanizzata composta da tre brigate di fanteria corazzata. Ogni brigata era composta da un battaglione di carri armati, un battaglione di fanteria meccanizzata e un battaglione di artiglieria semovente. Due delle brigate avevano battaglioni anticarro dotati di armi semoventi. La sede della divisione era a Baden bei Wien vicino a Vienna; la 3ª, la 4ª e la 9ª Brigata avevano sede in località separate, anch'esse nel nordest del paese. La 3ª Brigata era situata a Mautern an der Donau, la 4ª a Linz e la 9ª Brigata a Götzendorf an der Leitha.

#### La struttura dopo la Guerra fredda
La Struttura Nuovo Esercito - il piano di riorganizzazione annunciato alla fine del 1991 e programmato per essere operativo nel 1995 - sostituisce la precedente struttura a due corpi d'armata con una a tre corpi d'armata. Il nuovo corpo d'armata ha sede a Baden, con responsabilità per le due province nord-orientali della Bassa Austria e dell'Alta Austria. Il quartier generale dell'esercito venne eliminato, così come la struttura divisionale delle tre brigate permanenti. I tre corpi d'armata, di fatto comandi regionali, vennero direttamente subordinati all'ispettore generale delle truppe. Le tre brigate meccanizzate vennero poste direttamente sotto il nuovo 3º Corpo d'armata a Baden, anche se in futuro avrebbe potuto essere assegnata una brigata a ciascuno dei tre corpi d'armata. La milizia mobile venne ridotta da otto a sei brigate meccanizzate. Ciascuno dei nove comandi provinciali ebbe almeno un reggimento di milizia da due a sei battaglioni e compagnie di difesa locali.
La forza totale del personale, sia le forze permanenti che le riserve, deve essere materialmente contratta secondo il nuovo piano. L'esercito completamente mobilitato diminuì di forza da 200.000 a 120.000 soldati. La forza di allerta permanente venne ridotta da 15.000 a 10.000 soldati. I tempi di reazione vennero radicalmente ridotti in modo che parte della forza di allerta permanente potesse essere dispiegata in poche ore in una zona di crisi (ad esempio, adiacente al confine con la Slovenia). Una task force pronta per il dispiegamento immediato venne mantenuta da una delle brigate meccanizzate a rotazione. Vennero smantellate le compagnie di addestramento della milizia separate a cui venivano assegnati tutti i coscritti; in futuro, i coscritti avrebbero seguito un addestramento di base all'interno delle loro compagnie di mobilitazione. I coscritti nelle fasi finali del loro addestramento avrebbero potuto integrare le forze permanenti essendo pronti per il dispiegamento operativo con breve preavviso.
La promozione non si basa esclusivamente sul merito, ma sulla posizione raggiunta, sul livello di istruzione e sull'anzianità. Gli ufficiali con lauree magistrali (per le quali si qualificano gli studi presso l'Accademia della difesa nazionale) possono aspettarsi di raggiungere il grado VIII prima di raggiungere l'età pensionabile di sessanta-sessantacinque anni. Quelli con una laurea triennale possono aspettarsi di raggiungere il grado VII (colonnello) e quelli senza formazione universitaria andranno in pensione come capitani o maggiori. I sottufficiali di carriera fanno parte della stessa struttura comprensiva del personale. È comune che i sottufficiali si trasferiscano ad un certo punto della loro carriera allo stato civile al grado equivalente, sia nel Ministero della Difesa Nazionale o nei servizi di polizia o carcerari dopo ulteriore addestramento.

### Aeronautica
L'aeronautica militare austriaca ha come missioni la difesa dello spazio aereo austriaco, il supporto tattico delle forze terrestri austriache, la ricognizione e il trasporto militare e il supporto di ricerca e salvataggio quando richiesto dalle autorità civili.
Fino al 1985, quando venne consegnato il primo dei ventiquattro Saab 35 Draken, il paese era rimasto sostanzialmente privo della capacità di contestare le violazioni del proprio spazio aereo. I Draken, ricondizionati dopo aver prestato servizio nell'aeronautica militare svedese dall'inizio degli anni '60, erano armati, in conformità con le restrizioni sui missili del Trattato di Stato del 1955, solo con un cannone. Tuttavia, a seguito dell'interpretazione rivista dell'Austria dei suoi obblighi ai sensi del trattato, nel 1993 venne presa la decisione di acquistare i missili aria-aria AIM-9 Sidewinder. Il primo di questi missili venne acquistato dall'inventario dell'aeronautica svedese, mentre in seguito un modello più performante venne acquistato direttamente dagli Stati Uniti, con consegne a partire dal 1995. I sistemi missilistici terra-aria francesi Mistral vennero acquistati per aggiungere protezione terrestre contro gli attacchi aerei. Il primo dei sistemi arrivò in Austria nel 1993; le consegne finali si conclusero nel 1996.
I Draken vennero ritirati nel 2005 e 12 F-5E Tiger II vennero noleggiati dalla Svizzera per evitare un vuoto nelle capacità di difesa aerea austriaca fino a quando le prime unità austriache Eurofighter Typhoon non divennero operative nel 2007. Oltre a uno squadrone di 15 Eurofighter Typhoon, l'aviazione ha uno squadrone con 28 addestratori Saab 105, che fungono anche da aerei da ricognizione e supporto aereo ravvicinato.
La flotta di elicotteri comprende 23 elicotteri AB 212 utilizzati come trasporto leggero. 24 Alouette III francesi sono in servizio come elicotteri di ricerca e salvataggio. Inoltre, l'aviazione schiera 10 OH-58B Kiowa come elicotteri da ricognizione leggeri. Dopo che l'Austria dovette richiedere assistenza all'esercito degli Stati Uniti, all'aeronautica militare svizzera, all'aeronautica militare francese e alla Bundeswehr tedesca per evacuare i sopravvissuti dopo la valanga di Galtür del 1999, venne presa la decisione di dotare l'aeronautica austriaca di elicotteri da trasporto di medie dimensioni. Così nel 2002 l'Austria acquistò 9 elicotteri UH-60 Black Hawk. Nel 2003 l'aviazione ricevette 3 aerei da trasporto C-130K Hercules per supportare le forze armate nelle loro attività umanitarie e di mantenimento della pace delle Nazioni Unite.

### Forze Operazioni Speciali austriache
Il Jagdkommando (letteralmente Comando di caccia) è il gruppo Operazioni speciali delle forze armate austriache. I compiti di questa unità d'élite corrispondono a quelli delle sue controparti straniere, come le United States Army Special Forces e lo British Special Air Service essendo tra gli altri antiterrorismo e controguerriglia. I soldati del Jagdkommando sono professionisti altamente qualificati il cui addestramento completo e rigoroso consente loro di assumere il controllo quando compiti o situazioni superano le capacità e la specializzazione delle unità convenzionali.

## Personale
Fino al 1971 i maschi austriaci erano obbligati a servire nove mesi nelle forze armate, seguiti da quattro giorni di servizio attivo ogni due anni per l'addestramento e l'ispezione. Nel 1971 il periodo di servizio iniziale venne ridotto a sei mesi, seguito da un totale di sessanta giorni d'addestramento di aggiornamento nella riserva. Nei primi anni '90, circa 45.000 coscritti completarono il loro addestramento militare iniziale ogni anno, e 80.000 riservisti parteciparono a una qualche forma di esercitazione ogni anno.
La riduzione della forza di mobilitazione dell'esercito a 120.000 sotto il piano Struttura Nuovo Esercito doveva essere realizzata in parte limitando l'addestramento iniziale delle reclute a sei mesi, seguito riducendo il periodo assegnato per l'addestramento di aggiornamento da vent'anni a dieci anni. Ogni riservista riceve un addestramento per un periodo di dodici giorni ogni secondo anno durante i suoi primi dieci anni di dovere di riserva, generalmente non si estende oltre il tempo che raggiunge la metà dei trent'anni. La ridotta necessità di coscritti corrisponde a un gruppo inferiore di giovani a causa di un tasso di natalità in calo. La disponibilità di circa 40.000 coscritti addestrati annualmente nel 1993 doveva cadere a malapena a 30.000 entro il 2000 e a 26.000 entro il 2015.
Nel 2006 la coscrizione venne ridotta a sei mesi in totale. L'addestramento obbligatorio della riserva venne abolita. Da allora i battaglioni della riserva dell'esercito (Miliz) soffrono di una mancanza di nuovi riservisti e sono quindi più vecchi della media.
Il 10 gennaio 2013 si svolse il referendum sull'abolizione della costrizione: il 59,7% degli elettori decise si mantenere il servizio militare o civile obbligatorio.
Sotto la legge del 1974, gli obiettiori di coscienza possono essere assegnati a lavori come ordinamenti medici o altre occupazioni al posto del servizio militare. Le esenzioni dal servizio sono garantite liberamente, nel 1992 vennero esentate circa 12.000 persone, un grande aumento nel totale del 1991 di 4.500. L'incremento si verificò dopo una nuova legge, valida solo per il 1992 e il 1993, che non richiedeva ai giovani di presentare le loro obiezioni ai militari in modo credibile. In precedenza, non era stato così: nel 1990, ad esempio, due giovani respinti dalla commissione di servizio alternato perché non avevano presentato le proprie convinzioni in modo credibile vennero condannati a pene detentive rispettivamente di tre mesi e un mese.
I coscritti possono raggiungere il grado di soldato di prima classe dopo il completamento dell'addestramento iniziale. Quelli con potenziale di leadership possono servire un periodo più lungo per ottenere lo status di sottufficiale (NCO) nella milizia. Coloro che si offrono volontari per il servizio di carriera possono, dopo tre o quattro anni, fare domanda per frequentare l'accademia sottufficiali e successivamente un corso di sottufficiale senior per qualificarsi come warrant officer. Sia i candidati regolari che gli ufficiali della milizia seguono un programma di un anno di addestramento di base. Dopo altri tre anni, gli allievi ufficiali regolari che frequentano l'accademia militare di Wiener Neustadt e i candidati ufficiali della milizia che seguono un addestramento periodico di aggiornamento intensivo si qualificano come sottotenenti. L'obbligo di riserva dei coscritti termina generalmente quando raggiungono la metà dei trent'anni; i sottufficiali e gli ufficiali di solito terminano il loro status di riserva in un'età successiva a seconda del loro grado e della loro specializzazione. All'inizio degli anni '90, circa 1,3 milioni di uomini avevano completato il loro servizio iniziale e gli obblighi di addestramento di aggiornamento e non avevano più impegni in servizio attivo.

Il sistema del personale militare è parte integrante di un sistema completo di servizio civile. I nove gradi degli ufficiali, dall'allievo ufficiale al generale, corrispondono ai gradi da I a IX del sistema di servizio civile. Il grado più alto, IX, può essere occupato da un capo sezione (sottosegretario), un ambasciatore di carriera o un generale a tre stelle. Una posizione di grado VIII può essere ricoperta da un consigliere dipartimentale, un ministro di carriera o un generale di brigata. I livelli di stipendio sono gli stessi sia per il personale civile che militare nei gradi equivalenti, sebbene possano essere aggiunte varie indennità, come la paga di volo o la retribuzione per rischi.
Il sistema di promozione nell'esercito austriaco, che non offre alcun incentivo per il pensionamento anticipato, mostra che l'esercito è pieno di alti ufficiali. La Struttura Nuovo Esercito, che ha lo scopo di portare a molti meno comandi in servizio attivo e di riserva, aggrava la difficoltà. I cambiamenti di personale possono essere attuati solo gradualmente, poiché l'eccedenza di ufficiali si riduce per logoramento. Nel 1991 l'esercito aveva quattro ufficiali di grado generale, cinquantanove al grado di generale di brigata (una stella), 155 colonnelli e 254 tenenti colonnelli. L'istruzione degli ufficiali di carriera si svolge presso l'Accademia militare Maria Teresa a Wiener Neustadt, quarantacinque chilometri a sud di Vienna. I giovani che hanno completato i requisiti di ammissione all'università possono concorrere per i posti. Il corso triennale laureò 212 studenti nel 1990. All'Accademia della Difesa Nazionale di Vienna, che ha un curriculum paragonabile a quelli della National Defense University e dell'Army War College negli Stati Uniti, i comandanti operativi e di truppa di grado sul campo studiano per tre anni in preparazione per lo stato maggiore e le posizioni di comando. La scuola sottufficiali si trova a Enns vicino a Linz. Le scuole di truppa forniscono corsi specializzati continui per ufficiali e sottufficiali in artiglieria, difesa aerea, carri armati, genio militare, comunicazioni e simili.
Le donne vennero accettate per il servizio nelle forze armate austriache a partire dal 1998. Tutte le armi di servizio sono aperte alle volontarie. In un sondaggio dell'opinione pubblica nel 1988, circa il 66 per cento degli intervistati approvò l'apertura dell'esercito al servizio volontario da parte delle donne; solo il 9% favorì il servizio obbligatorio.

## Uniformi
Dal 2019 viene emessa la nuova divisa di servizio con motivo mimetico a sei colori, ma la vecchia divisa di servizio in oliva è ancora molto diffusa e verrà messa fuori servizio molto lentamente. L'uniforme è grigia, per le occasioni formali può essere indossata un'uniforme bianca. L'uniforme dell'aeronautica è identica, con l'aggiunta di ali indossate sul petto della giacca destra: oro per gli ufficiali e argento per il personale arruolato. Le armi di servizio sono identificate dai colori del berretto: scarlatto per la Guardia d'onore; verde per la fanteria; nero per i corazzati; ciliegia per la fanteria aviotrasportata; e blu scuro per il quartiermastro. Le insegne di grado sono indossate sul risvolto della giacca dell'uniforme di servizio (stelle d'argento su uno scudo verde o dorato) e sulle spalline dell'uniforme da campo (stelle bianche, argentate o dorate su un campo grigio oliva).

## Equipaggiamento

### Armi individuali
| Modello                | Immagine | Tipo                           | Calibro              | Origine          | Note                                                  |
| Pistole                | Pistole  | Pistole                        | Pistole              | Pistole          | Pistole                                               |
| ---------------------- | -------- | ------------------------------ | -------------------- | ---------------- | ----------------------------------------------------- |
| Glock 17               |          | Pistola semiautomatica         | 9 × 19 mm Parabellum | Austria          | [ 21 ]                                                |
| Glock 21               |          | Pistola semiautomatica         | .45 ACP              | Austria          | Usata dalle forze speciali.                           |
| Glock 26               |          | Pistola semiautomatica         | 9 × 19 mm Parabellum | Austria          | Usata dalle forze speciali.                           |
| Pistole mitragliatrici |          |                                |                      |                  |                                                       |
| Glock 18C              |          | Pistola mitragliatrice         | 9 × 19 mm Parabellum | Austria          | Usata dalle forze speciali.                           |
| Steyr TMP              |          | Pistola mitragliatrice         | 9 × 19 mm Parabellum | Austria          |                                                       |
| FN P90                 |          | Personal Defense Weapon        | FN 5,7 × 28 mm       | Belgio           | In uso nelle forze speciali e nella polizia militare. |
| Fucili d'assalto       |          |                                |                      |                  |                                                       |
| StG77                  |          | Fucile d'assalto               | 5,56 × 45 mm NATO    | Austria          | [ 23 ]                                                |
| Mitragliatrici         |          |                                |                      |                  |                                                       |
| MG 74                  |          | Mitragliatrice ad uso generale | 7,62 × 51 mm NATO    | Germania Austria | Versione prodotta su licenza della MG3.               |
| FN MAG                 |          | Mitragliatrice ad uso generale | 7,62 × 51 mm NATO    | Belgio           | Montata sui Leopard, sugli Ulan e sugli S-70.         |
| Browning M2            |          | Mitragliatrice pesante         | 12,7 × 99 mm NATO    | Stati Uniti      | [ 26 ]                                                |
| Fucili di precisione   |          |                                |                      |                  |                                                       |
| Steyr SSG 69           |          | Fucile di precisione           | 7,62 × 51 mm NATO    | Austria          | [ 27 ]                                                |
| Steyr SSG 08A2         |          | Fucile di precisione           | .338 Lapua           | Austria          | [ 28 ]                                                |
| Heckler & Koch HK417P  |          | Designated marksman rifle      | 7,62 × 51 mm NATO    | Germania         | In uso nelle forze speciali.                          |
| Barrett M82            |          | Fucile anti-materiale          | 12,7 × 99 mm NATO    | Stati Uniti      | Usato dallo Jagdkommando.                             |
| Lanciagranate          |          |                                |                      |                  |                                                       |
| ML40                   |          | Lanciagranate                  | 40 mm                | Austria          | In versione stand alone e coassiale per gli StG77.    |
| Lanciarazzi            |          |                                |                      |                  |                                                       |
| Carl Gustav            |          | Cannone senza rinculo          | 84 mm                | Svezia           | [ 32 ]                                                |

### Artiglieria
| Modello                | Immagine  | Calibro   | Origine     | In servizio | Note      |
| Semoventi              | Semoventi | Semoventi | Semoventi   | Semoventi   | Semoventi |
| ---------------------- | --------- | --------- | ----------- | ----------- | --------- |
| M109A5Ö                |           | 155 mm    | Stati Uniti | 53          |           |
| Mortai                 |           |           |             |             |           |
| L16 81 mm              |           | 81 mm     | Regno Unito |             | [ 34 ]    |
| Hirtenberger M12       |           | 120 mm    | Austria     | 97          |           |
| Artiglieria contraerea |           |           |             |             |           |
| 35 mm GDF              |           | 35 mm     | Svizzera    | 24          |           |

### Veicoli
| Modello                                 | Immagine     | Tipo                            | Origine            | In servizio  | Note                                                                                |
| Carri armati                            | Carri armati | Carri armati                    | Carri armati       | Carri armati | Carri armati                                                                        |
| --------------------------------------- | ------------ | ------------------------------- | ------------------ | ------------ | ----------------------------------------------------------------------------------- |
| Leopard 2A4                             |              | Carro armato da combattimento   | Germania           | 56           | 114 acquistati di seconda mano dai Paesi Bassi nel 1996 e consegnati entro il 2000. |
| Veicoli da combattimento della fanteria |              |                                 |                    |              |                                                                                     |
| Ulan                                    |              | IFV                             | Austria Spagna     | 112          |                                                                                     |
| Veicoli trasporto truppe                |              |                                 |                    |              |                                                                                     |
| Pandur I                                |              | APC                             | Austria            | 68           | 4 in versione ambulanza.                                                            |
| Pandur Evo                              |              | APC                             | Austria            | 34           | 34 consegnati nel 2020, 30 ordinati nel 2021 e altri 36 ordinati nel 2022.          |
| Dingo 2                                 |              | Infantry Mobility Vehicle       | Germania           | 66           |                                                                                     |
| Iveco LMV                               |              | IMV                             | Italia             | 126          | 6 utilizzati dalla polizia militare.                                                |
| Veicoli per usi speciali                |              |                                 |                    |              |                                                                                     |
| Pionierpanzer                           |              | Veicolo del genio               | Austria            | 18           |                                                                                     |
| Greif                                   |              | Veicolo corazzato da recupero   | Austria            | 24           |                                                                                     |
| Dingo 2 ARV                             |              | Veicolo corazzato da recupero   | Germania           | 12           |                                                                                     |
| M88A1                                   |              | Veicolo corazzato da recupero   | Stati Uniti        | 10           |                                                                                     |
| Pionierbrücke 2000                      |              | Veicolo gettaponte              | Austria            |              |                                                                                     |
| Dingo 2 AC NBC                          |              | Veicolo da ricognizione NBC     | Germania           | 12           | [ 42 ]                                                                              |
| Rheinmetall MAN Mammut                  |              | Veicolo da decontaminazione NBC | Germania           | 8            |                                                                                     |
| Hydrema 910 MCV                         |              | Veicolo per lo sminamento       | Danimarca          |              | [ 44 ]                                                                              |
| DOK-ING MV-4                            |              | Veicolo per lo sminamento       | Croazia            |              | [ 44 ]                                                                              |
| DOK-ING MV-10                           |              | Veicolo per lo sminamento       | Croazia            |              | [ 44 ]                                                                              |
| Veicoli utility                         |              |                                 |                    |              |                                                                                     |
| KTM 250                                 |              | Motocicletta                    | Austria            |              | [ 45 ]                                                                              |
| Polaris Sportsman XP 1000               |              | Quad-bike                       | Stati Uniti        |              | Acquistati tra il 2015 e il 2016.                                                   |
| BvS 10                                  |              | All-terrain vehicle             | Svezia Regno Unito | 32           | Ordinati nel 2016 e consegnati a partire dal 2019.                                  |
| Puch G 290/LP Sandviper                 |              | Veicolo tattico leggero         | Germania Austria   |              | Utilizzato dalle forze speciali.                                                    |
| Puch G                                  |              | Veicolo multiruolo              | Germania Austria   |              | [ 49 ]                                                                              |
| Nissan Pathfinder                       |              | Veicolo multiruolo              | Giappone           |              | Utilizzati come veicoli da addestramento, ricognizione e collegamento.              |
| Steyr-Puch Pinzgauer                    |              | Veicolo multiruolo              | Austria            |              | [ 51 ]                                                                              |
| Volkswagen Transporter                  |              | Veicolo multiruolo              | Germania           |              | 20 in versione ambulanza consegnati nel 2021.                                       |
| Volkswagen Touareg                      |              | Automobile                      | Germania           |              | 100 acquistate nel 2008.                                                            |
| Volkswagen Golf Variant                 |              | Automobile                      | Germania           |              | Utilizzate anche dalla polizia militare.                                            |
| Volkswagen ID.3                         |              | Automobile                      | Germania           |              | 30 consegnate nel 2021.                                                             |
| Volkswagen Crafter                      |              | Ambulanza                       | Germania           | 20           | Consegnate nel 2022.                                                                |
| Autocarri                               |              |                                 |                    |              |                                                                                     |
| Unimog U4000                            |              | Autocarro leggero               | Germania           |              | [ 56 ]                                                                              |
| ÖAF s-LKW                               |              | Autocarro                       | Austria            |              | [ 57 ]                                                                              |
| MAN TGM                                 |              | Autocarro                       | Germania           |              | [ 58 ]                                                                              |
| MAN TGX                                 |              | Autocarro                       | Germania           |              | [ 59 ]                                                                              |
| Steyr 12M18                             |              | Autocarro                       | Austria            | ~400         | [ 60 ]                                                                              |
| ÖAF F2000                               |              | Autocarro                       | Germania Austria   |              |                                                                                     |

### Missili
| Modello           | Immagine          | Tipo                | Origine           | Note                                 |
| Missili anticarro | Missili anticarro | Missili anticarro   | Missili anticarro | Missili anticarro                    |
| ----------------- | ----------------- | ------------------- | ----------------- | ------------------------------------ |
| BILL              |                   | Missile filoguidato | Svezia            | 339 lanciatori in servizio nel 2022. |
| Missili antiaerei |                   |                     |                   |                                      |
| MBDA Mistral      |                   | MANPADS             | Francia           | 59 lanciatori in servizio nel 2022.  |

## Gradi militari

### Generali
| Gruppo gradi                                              | Generali       | Generali                | Generali              | Generali            |
| --------------------------------------------------------- | -------------- | ----------------------- | --------------------- | ------------------- |
| Tuta da campo                                             |                |                         |                       |                     |
| Tuta 75/03                                                |                |                         |                       |                     |
| Gorgiera da giacca                                        |                |                         |                       |                     |
| Berretto piatto                                           |                |                         |                       |                     |
| Grado                                                     | General* (Gen) | Generalleutnant (GenLt) | Generalmajor (GenMjr) | Brigadier (Bgdr)    |
|                                                           |                |                         |                       |                     |
| Equivalente NATO                                          | Generale       | Tenente generale        | Maggior generale      | Generale di brigata |
| Grado                                                     | OF-9           | OF-8                    | OF-7                  | OF-6                |
| *L'aquila federale sul berretto piatto è di colore rosso. |                |                         |                       |                     |

### Ufficiali
| Gruppo gradi       | Ufficiali            | Ufficiali               | Ufficiali                   | Ufficiali        | Ufficiali              | Ufficiali                 | Ufficiali                      |
| ------------------ | -------------------- | ----------------------- | --------------------------- | ---------------- | ---------------------- | ------------------------- | ------------------------------ |
| Tuta da campo      |                      |                         |                             |                  |                        |                           |                                |
| Tuta 75/03         |                      |                         |                             |                  |                        |                           |                                |
| Gorgiera da giacca |                      |                         |                             |                  |                        |                           |                                |
| Colore corpo       | Medicina militare    | Servizio di supporto    | Avanzato                    | Servizio tecnico | Jäger Polizia militare | Corazzati Panzergrenadier | Theresianische Militärakademie |
| Colore corpo       | Servizio veterinario | Servizio di supporto    | Servizio specializzato-mil. | Servizio tecnico | Jäger Polizia militare | Corazzati Panzergrenadier | Theresianische Militärakademie |
| Berretto piatto    |                      |                         |                             |                  |                        |                           |                                |
| Grado              | Oberst (Obst)        | Oberstleutnant (Obstlt) | Major (Mjr)                 | Hauptmann (Hptm) | Oberleutnant (Olt)     | Leutnant (Lt)             | Fähnrich (Fhr)                 |
|                    |                      |                         |                             |                  |                        |                           |                                |
| Equivalento NATO   | Colonnello           | Tenente colonnello      | Maggiore                    | Capitano         | Tenente                | Sottotenente              | Allievo ufficiale              |
| Grado              | OF-5                 | OF-4                    | OF-3                        | OF-2             | a                      | b                         | c                              |
| Grado              | OF-5                 | OF-4                    | OF-3                        | OF-2             | OF-1                   |                           |                                |

Vedi anche:
Waffenfarbe (Austria)

### Sottufficiali
| Gruppo gradi       | Sottufficiali (Stabsunteroffiziere) | Sottufficiali (Stabsunteroffiziere) | Sottufficiali (Stabsunteroffiziere) | Sottufficiali (Stabsunteroffiziere) | NCOs (de: Unteroffiziere)        | NCOs (de: Unteroffiziere) |
| ------------------ | ----------------------------------- | ----------------------------------- | ----------------------------------- | ----------------------------------- | -------------------------------- | ------------------------- |
| Tuta da campo      |                                     |                                     |                                     |                                     |                                  |                           |
| Tuta 75/03         |                                     |                                     |                                     |                                     |                                  |                           |
| Gorgiera da giacca |                                     |                                     |                                     |                                     |                                  |                           |
| Colore corpo       | Comunicazioni                       | Artiglieria, difesa aerea           | Guardia                             | Ricognizione                        | Servizio medico                  | Aviatore                  |
| Colore corpo       | Comunicazioni                       | Artiglieria, difesa aerea           |                                     | Ricognizione                        | Servizio medico                  | Aviatore                  |
| Berretto piatto    |                                     |                                     |                                     |                                     |                                  |                           |
| Grado              | Vizeleutnant(Vzlt)                  | Offiziersstellvertreter(OStv)       | Oberstabswachtmeister(OStWm)        | Stabswachtmeister(StWm)             | Oberwachtmeister(OWm)            | Wachtmeister(Wm)          |
|                    |                                     |                                     |                                     |                                     |                                  |                           |
| Equivalente NATO   | Sergente maggiore di comando (CSM)  | Sergente maggiore (SGM)             | Primo sergente (1SG)                | Sergente di prima classe (SFC)      | Sergente di stato maggiore (SSG) | Sergente (SGT)            |
| Grado              | a                                   | b                                   | OR-8                                | OR-7                                | OR-6                             | OR-5                      |
| Grado              | OR-9                                |                                     | OR-8                                | OR-7                                | OR-6                             | OR-5                      |

### Incarichi e reclute
| Gruppo gradi       | Incarichi (Chargen) | Incarichi (Chargen)             | Incarichi (Chargen) | Reclute (Rekruten)    |
| ------------------ | ------------------- | ------------------------------- | ------------------- | --------------------- |
| Tuta da campo      |                     |                                 |                     |                       |
| Anzug 75/03        |                     |                                 |                     |                       |
| Gorgiera da giacca |                     |                                 |                     |                       |
| Colore corpo       | Genio militare      | Forze speciali, Atleti sportivi | Difesa NBC          | Jäger                 |
| Berretto a punta   |                     |                                 |                     |                       |
| Grado              | Zugsführer (Zgf)    | Korporal (Kpl)                  | Gefreiter (Gfr)     | Rekrut (Rek)          |
|                    |                     |                                 |                     |                       |
| Equivalente NATO   | Caporale            | Soldato di prima classe         | Soldato             | Soldato senza insegna |
| Grado              | OR-4                | OR-3                            | OR-2                | OR-1                  |

## Operazioni internazionali

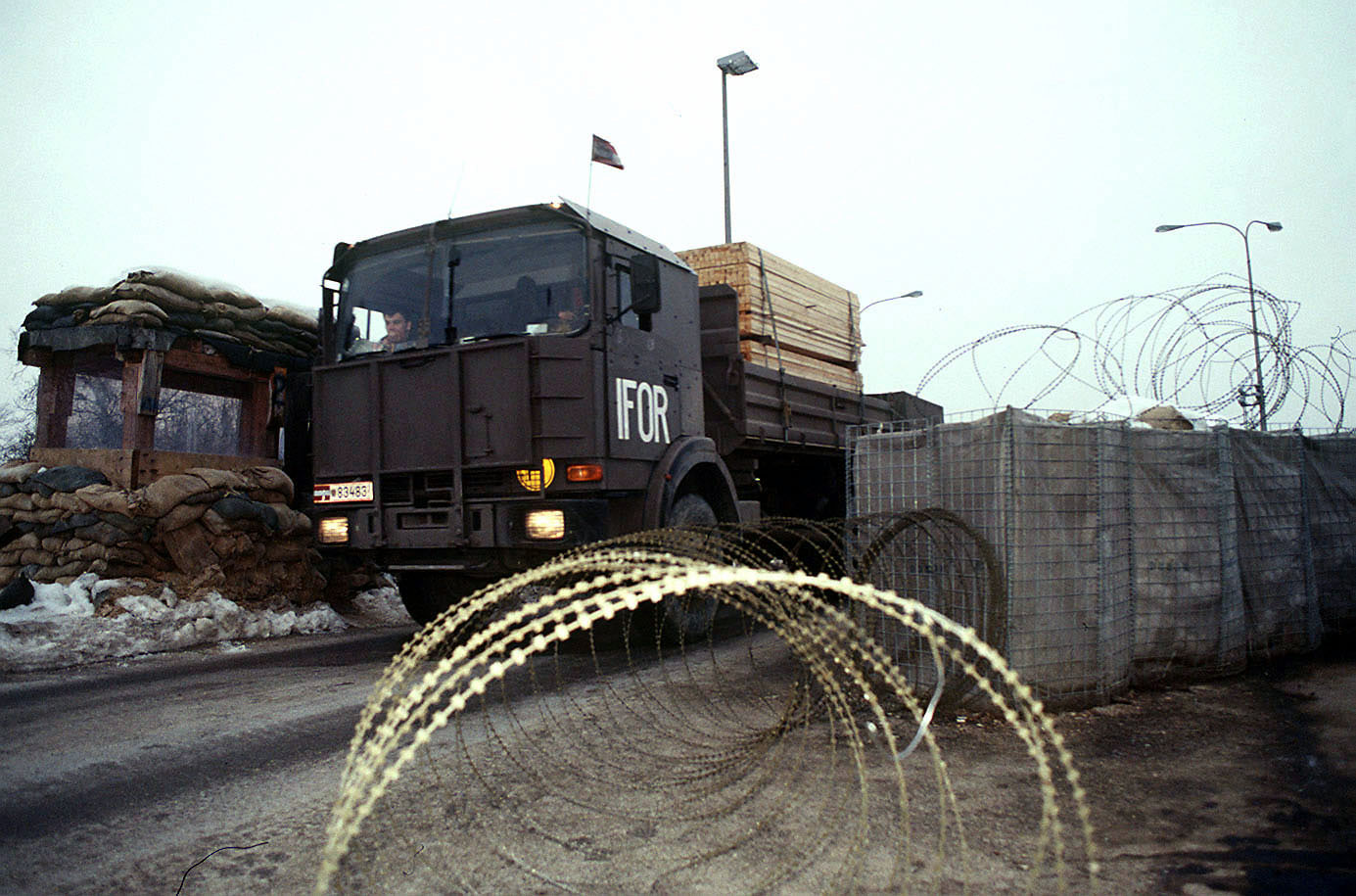
Camion da trasporto trasporta tavole di legno da utilizzare negli sforzi di ricostruzione umanitaria in Bosnia-Erzegovina

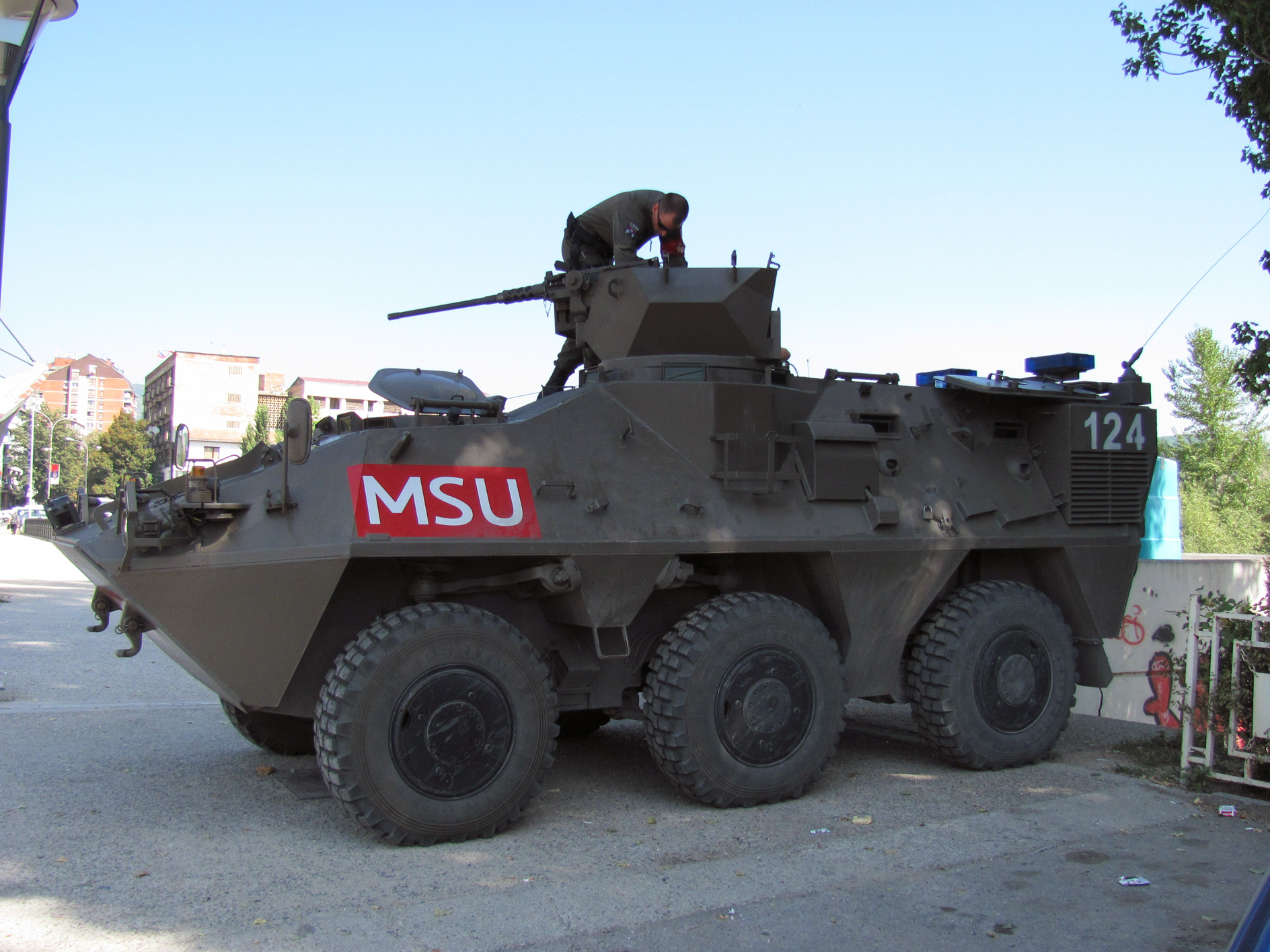
Pandur I della KFOR-MSU vicino al ponte Ibar, a Mitrovica, Kosovo. (2011).

Attualmente (14 giugno 2016) ci sono forze del Bundesheer in:
- Bosnia ed Erzegovina
  - EUFOR Althea (ex SFOR)
  - 195 soldati
  - dal 2 December 2004 sotto comando dell'Unione europea
- Kosovo/ Serbia
  - KFOR (all'interno della MSU fino al 2013)
  - 500 soldati
  - ORFBn
  - 4 soldati
- Libano
  - UNIFIL
  - 182 soldati
- Croazia
  - RACVIAC
  - 1 soldato
- Georgia
  - EUMM
  - 3 soldati
- Cipro
  - UNFICYP
  - 4 soldati
- Afghanistan
  - RSM
  - 9 soldati
- Mar Mediterraneo
  - EUNAVFOR MED SOPHIA
  - 8 soldati
- Libano
  - UNTSO
  - 4 soldati
- Armenia
  - OSCE
  - 1 soldato
- Rep. Centrafricana
  - EUMAM/RCA
  - 1 soldato
- Rep. del Congo
  - EUSEC
  - 1 soldato
- Ucraina
  - SMMU
  - 10 soldati
- Mali
  - EUTM MLI
  - 10 soldati
  - MINUSMA
  - 6 soldati
- Sahara Occidentale
  - MINURSO
  - 5 soldati

## Protezione dell'eredità culturale
La protezione dei beni culturali è saldamente ancorata nelle forze armate austriache dal 1980. Esiste un'intensa cooperazione tra le forze armate austriache, le Nazioni Unite, l'UNESCO e Blue Shield International sulla protezione dei beni culturali. Ci sono incarichi nazionali e internazionali e numerose collaborazioni, anche con il peacekeeping delle Nazioni Unite. Durante l'addestramento, oltre che presso l'Accademia militare Teresiana, si fa ampio riferimento alla tutela dei beni culturali e all'esperienza internazionale di Blue Shield International. In linea di principio, le unità organizzative responsabili del ministero, i comandanti di tutti i livelli di gestione, i consulenti legali, gli ufficiali (protezione dei beni culturali militari) e la polizia militare devono collaborare per attuare la protezione dei beni culturali militari.

## Tradizioni
Alcune delle tradizioni del vecchio esercito austro-ungarico continuano a essere portate avanti dal Bundesheer. Ad esempio, il reggimento più famoso del Bundesheer è l'"Hoch und Deutschmeister Regiment", ora noto come Jägerbataillon Wien 1 con sede nella "Maria Theresien Kaserne", dal nome dell'imperatrice Maria Teresa d'Austria. Inoltre quasi ogni altro reggimento del Bundesheer porta avanti le tradizioni dei famosi reggimenti austro-ungarici come "Kaiserjäger", "Rainer", ecc.

## Squadrone navale (1958–2006)

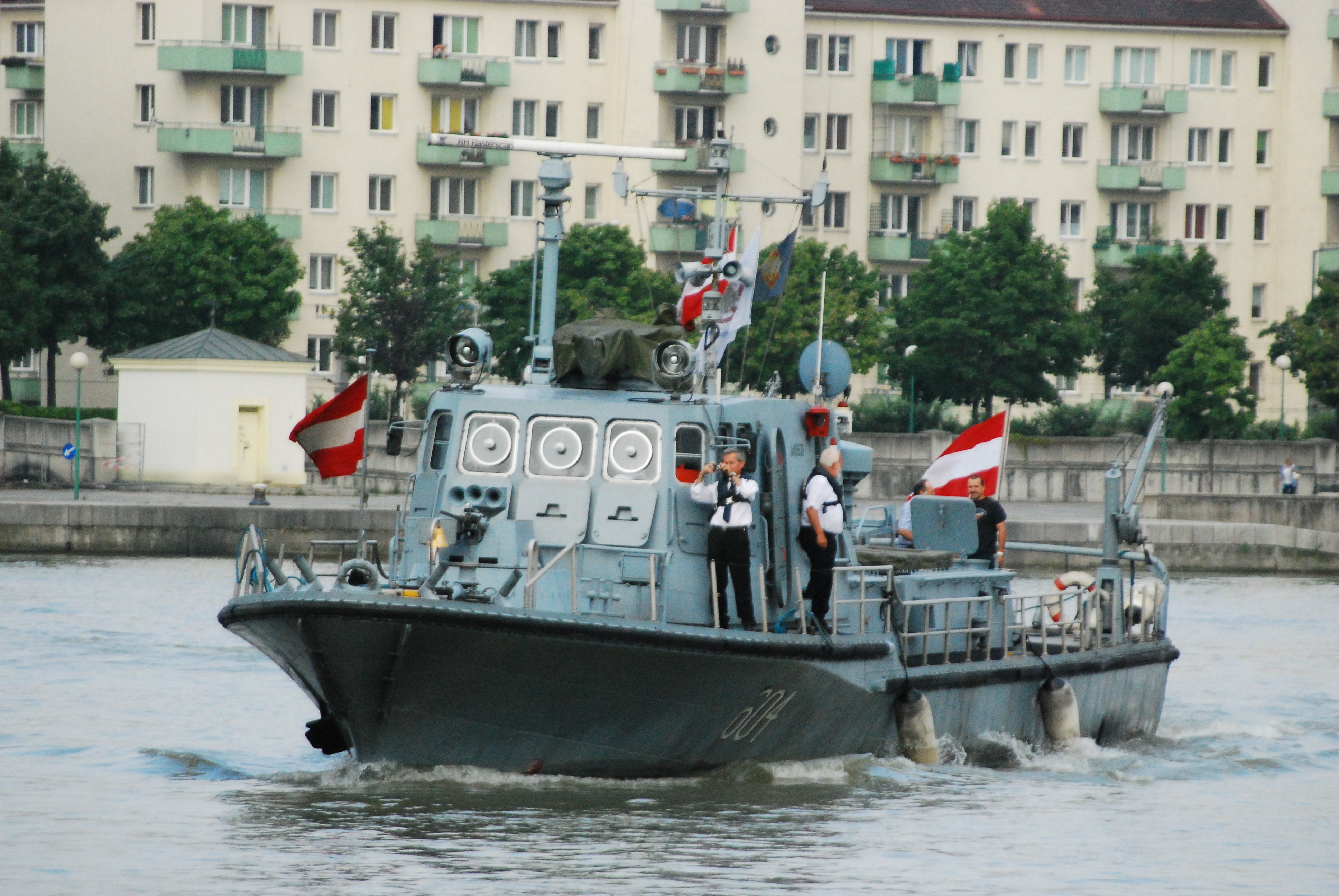
Ex motovedetta in pattuglia sul fiume Danubio

Nel 1958 la motovedetta RPC Oberst Brecht venne commissionata come squadrone navale dell'esercito per pattugliare il Danubio a protezione della neutralità del paese. A distanza di dodici anni venne commissionata anche la nave più grande RPB Niederösterreich. Lo squadrone era composto da due ufficiali e trenta uomini. La società che costruiva le navi chiuse nel 1994. Con la caduta del comunismo e l'impossibilità di mantenere e riparare le navi, lo squadrone venne sciolto nel 2006. Entrambe le navi sono state donate al museo di storia militare di Vienna dopo il loro smantellamento e possono essere visitate dagli ospiti del museo.